# Théodore Géricault
« Géricault » redirige ici. Pour l’article homophone, voir Jéricho.
Théodore Géricault est un peintre, sculpteur, dessinateur et lithographe français, né le 26 septembre 1791 à Rouen et mort le 26 janvier 1824 à Paris.
Incarnation de l'artiste romantique, il a eu une vie courte et tourmentée, qui a donné naissance à de nombreux mythes. Son œuvre la plus célèbre est Le Radeau de la Méduse (1818-1819). Il est également connu pour sa passion pour les chevaux, qu’il représente à l'écurie ou en action sur les champs de bataille napoléoniens. Outre ses peintures à l'huile, Géricault réalise des lithographies, des sculptures, rares mais remarquables, et des centaines de dessins.

## Biographie

### Jeunesse

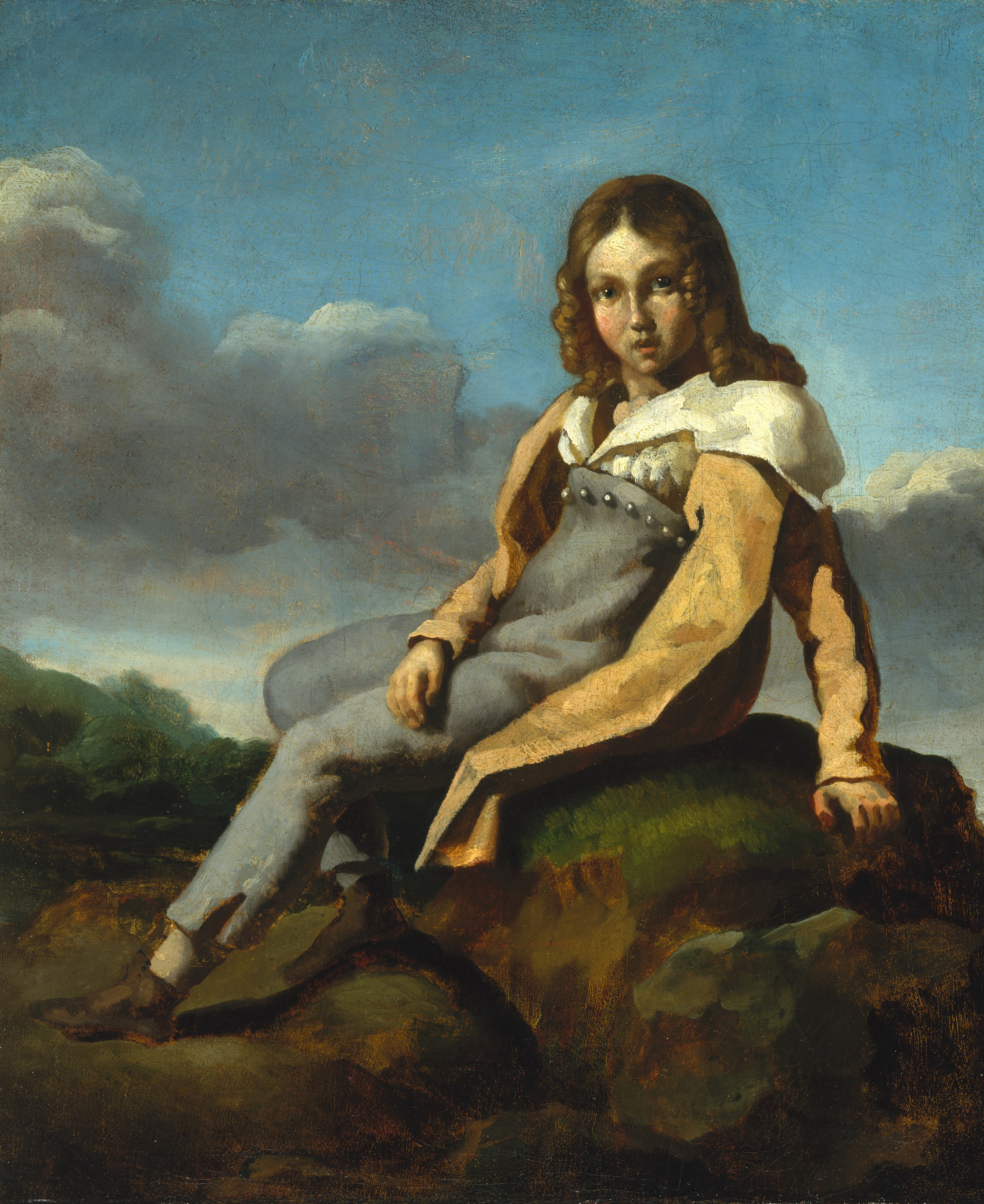
Théodore Géricault, Alfred de Dreux enfant (vers 1816), New York, Metropolitan Museum of Art.

Théodore Géricault naît dans une famille aisée de Rouen, originaire de la Manche, à Saint-Cyr-du-Bailleul où un lieu-dit du même nom, l'« Hôtel Géricault » existe toujours. Il y revient régulièrement pendant de nombreuses années, notamment chez ses cousins à Saint-Georges-de-Rouelley. C'est là qu'il découvre le milieu équestre, future source d'inspiration et qu'il peint sa première œuvre connue : son autoportrait (1808). De nombreux tableaux du peintre sont restés dans cette famille, dont une majorité a été détruite lors des bombardements de 1944. Géricault y a fait également le portrait de son oncle normand, le conventionnel Siméon Bonnesœur-Bourginière (Minneapolis Institute of Arts), et de son cousin Félix Bonnesoeur-Bourginière.
Tout au long de sa brève existence, il a un lien profond avec Mortain, où il vécut une partie de son enfance et de son adolescence. Il apprécie de se rendre chez un forgeron de Mortain, où il y étudie ses animaux de prédilection.
Le père du peintre, Georges (1743-1826), « homme de loi » a perdu son poste au parlement de Normandie en 1790. Sa mère, Louise Caruel (1753-1808), fille d'un procureur du Parlement de Normandie, descend d'une vieille et riche famille normande. Vers 1796, la famille Géricault s'installe à Paris au 96, rue de l'Université. Le père de Théodore obtient un poste dans l'entreprise familiale de tabac située à l'hôtel de Longueville sur la place du Carrousel. Le talent de Géricault a probablement été reconnu pour la première fois par le peintre et marchand d'art Jean-Louis Laneuville. Laneuville vivait à l'hôtel de Longueville avec Jean-Baptiste Caruel (1757-1847), banquier, collectionneur, le futur Jean-Baptiste Caruel de Saint-Martin, oncle maternel de Théodore Géricault, et avec d'autres membres de la famille élargie de Géricault.
Élève médiocre « paresseux par délices », il entre en 1806 au Lycée impérial, où il a pour professeur de dessin le prix de Rome Pierre Bouillon.
En 1807, Jean-Baptiste Caruel épouse Alexandrine-Modeste de Saint-Martin (1785-1875), de 28 ans sa cadette.
Le couple encourage Théodore Géricault à suivre des études artistiques. Peintre fortuné, Géricault ne connaît pas de problèmes d'argent et n'a pas besoin de vendre ses œuvres pour vivre, excepté à la fin de sa vie, à la suite de mauvais placements.

### Apprentissage et succès au Salon

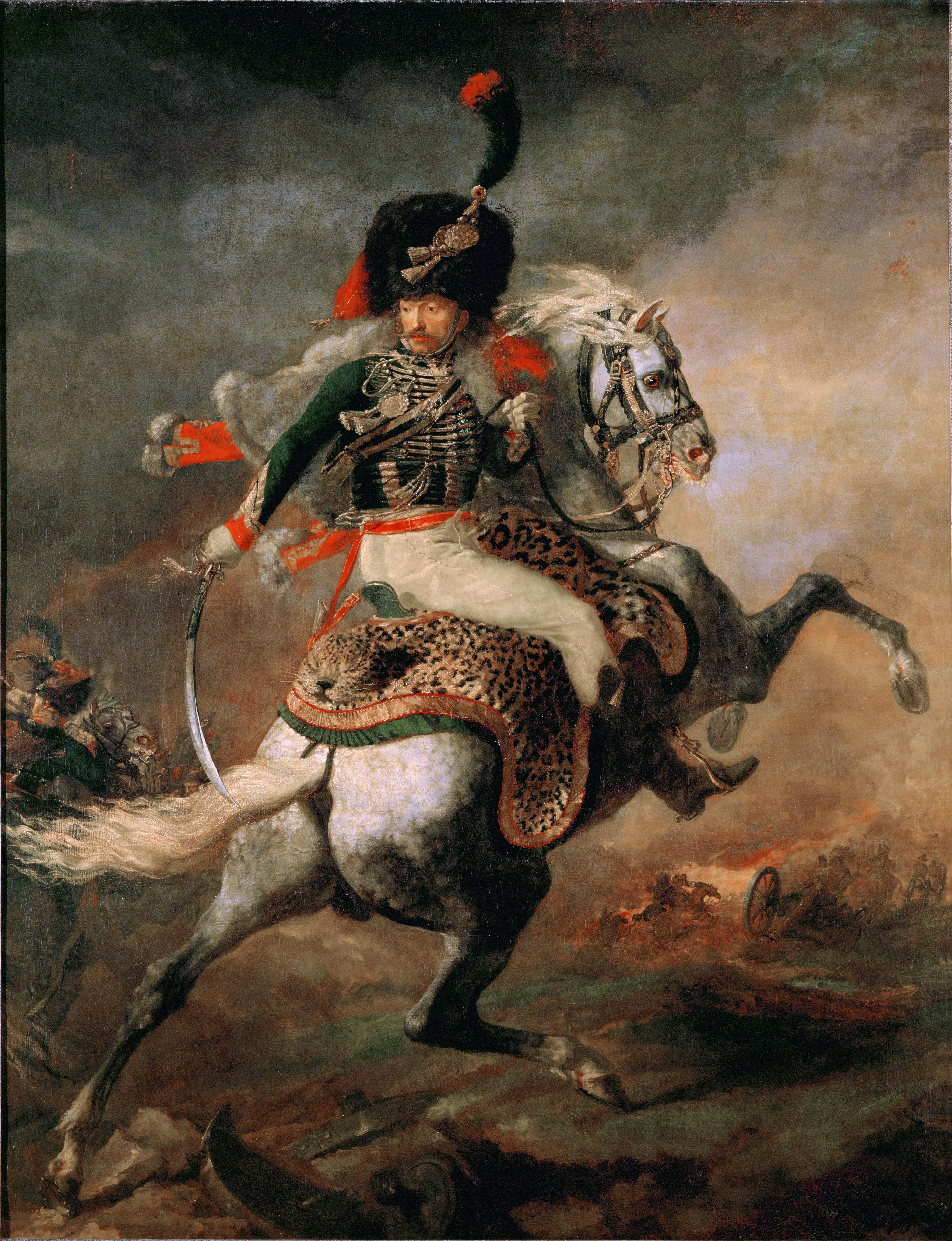
Officier de chasseurs à cheval de la garde impériale chargeant ou Chasseur de la garde (1812), Paris, musée du Louvre. Portrait équestre du lieutenant Dieudonné.

Théodore Géricault étudie en 1810 dans l'atelier du peintre Carle Vernet, spécialiste de scènes de chasse, et y fait la connaissance de son fils, Horace Vernet. Il étudie ensuite avec Pierre-Narcisse Guérin, avant de s'inscrire, le 5 février 1811, à l'École des beaux-arts de Paris. Géricault pratique alors assidûment la copie au musée Napoléon (Le Louvre), où il copie les tableaux rassemblés par Napoléon Ier, qu'ils soient italiens, comme La Mise au tombeau et l'Assomption d'après Titien, français, d'après Jean Jouvenet, Eustache Le Sueur, Rigaud, Prud'hon, ou flamands, La Peste de Milan d'après Jacob van Oost, Portrait d'après Rembrandt, Van Dyck ou Rubens.
Il alterne les études des académies de nus masculins, où l'influence de Michel-Ange se remarque, avec de nombreux portraits de chevaux aux écuries, dont celui de Tamerlan, le cheval de l'empereur. Ses camarades d'atelier notent son goût pour les textures épaisses et riches et le surnomment : « le Cuisinier de Rubens ». Guérin voit en lui « l'étoffe de trois ou quatre peintres ». En mai 1812, Vivant Denon, le directeur du musée Napoléon, exclut Géricault pour inconduite. Géricault loue alors une arrière-boutique sur le boulevard Montmartre et peint Officier de chasseurs à cheval de la garde impériale chargeant (portrait équestre du lieutenant Dieudonné) en cinq semaines, d'un jet, et le présente au Salon. Dans cette toile aux couleurs sombres et vibrantes, on voit toute la virtuosité du jeune peintre, notamment dans le choix de la position héroïque et du dessin du cheval. La toile est accrochée à côté du Portrait de Murat d'Antoine-Jean Gros. Le peintre Jacques-Louis David, en découvrant l'œuvre de Géricault, aurait dit : « D'où cela sort-il ? Je ne reconnais pas cette touche ! ». Géricault reçoit pour ce tableau la médaille d'or du Salon : il a 21 ans. Célèbre désormais, il s'installe au 23, rue des Martyrs, non loin de Carle Vernet. Il est entouré de nombreux peintres et amis, Delacroix, Léon Cogniet, Ary Scheffer, son élève Louis-Alexis Jamar, et de Dedreux-Dorcy.
Deux ans plus tard, Géricault, qui peint de nombreuses scènes militaires, présente Cuirassier blessé quittant le feu (1814, musée du Louvre) qui forme un contraste saisissant avec la toile de 1812. Elle représente un officier sur une pente avec son cheval, s'éloignant de la bataille. Son regard, tourné vers la tuerie qu'il vient de quitter, traduit le désarroi, la défaite. Une autre toile présente un cuirassier à terre désarçonné. Dramatiques et monumentaux, ces deux portraits suscitent un intérêt distant lors du Salon de 1814, dans un Paris occupé par les Alliés.

#### Les soldats de l'Empire de 1812 à 1818

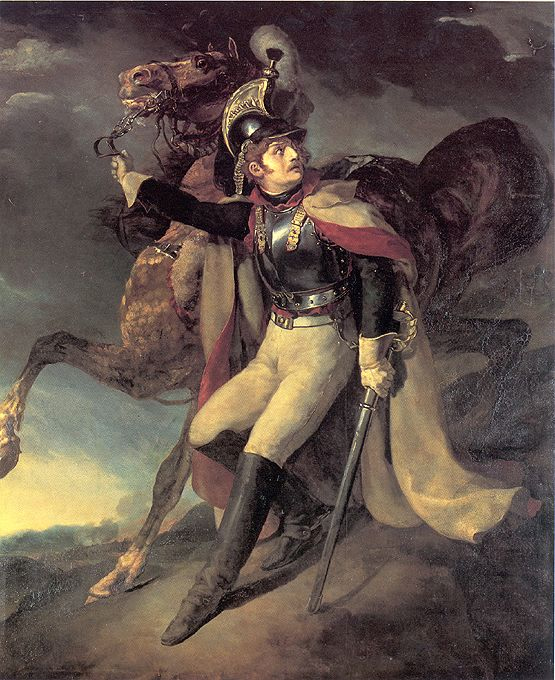
Cuirassier blessé quittant le feu (1814), Paris, musée du Louvre.
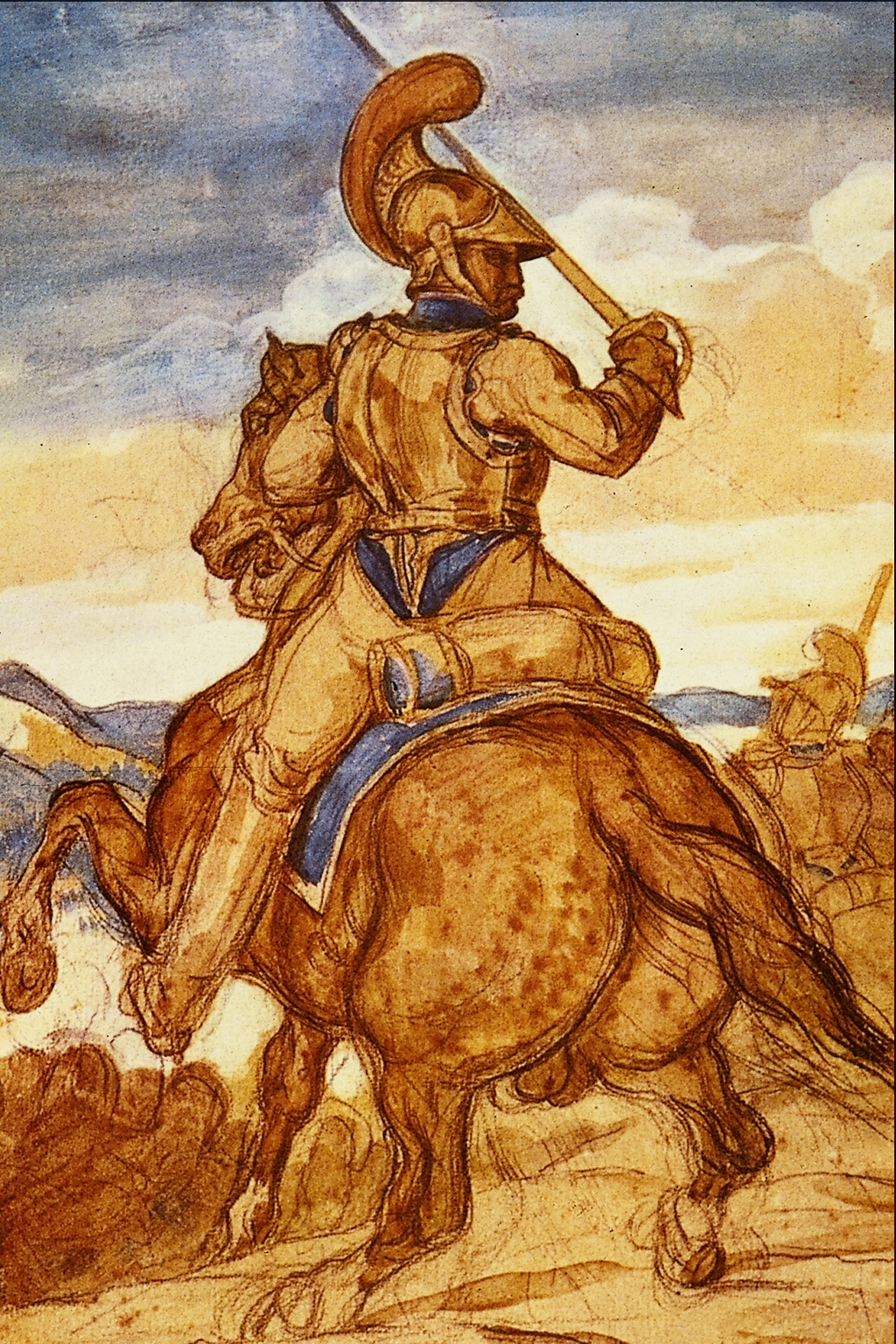
Étude d'un carabinier à cheval, localisation inconnue.
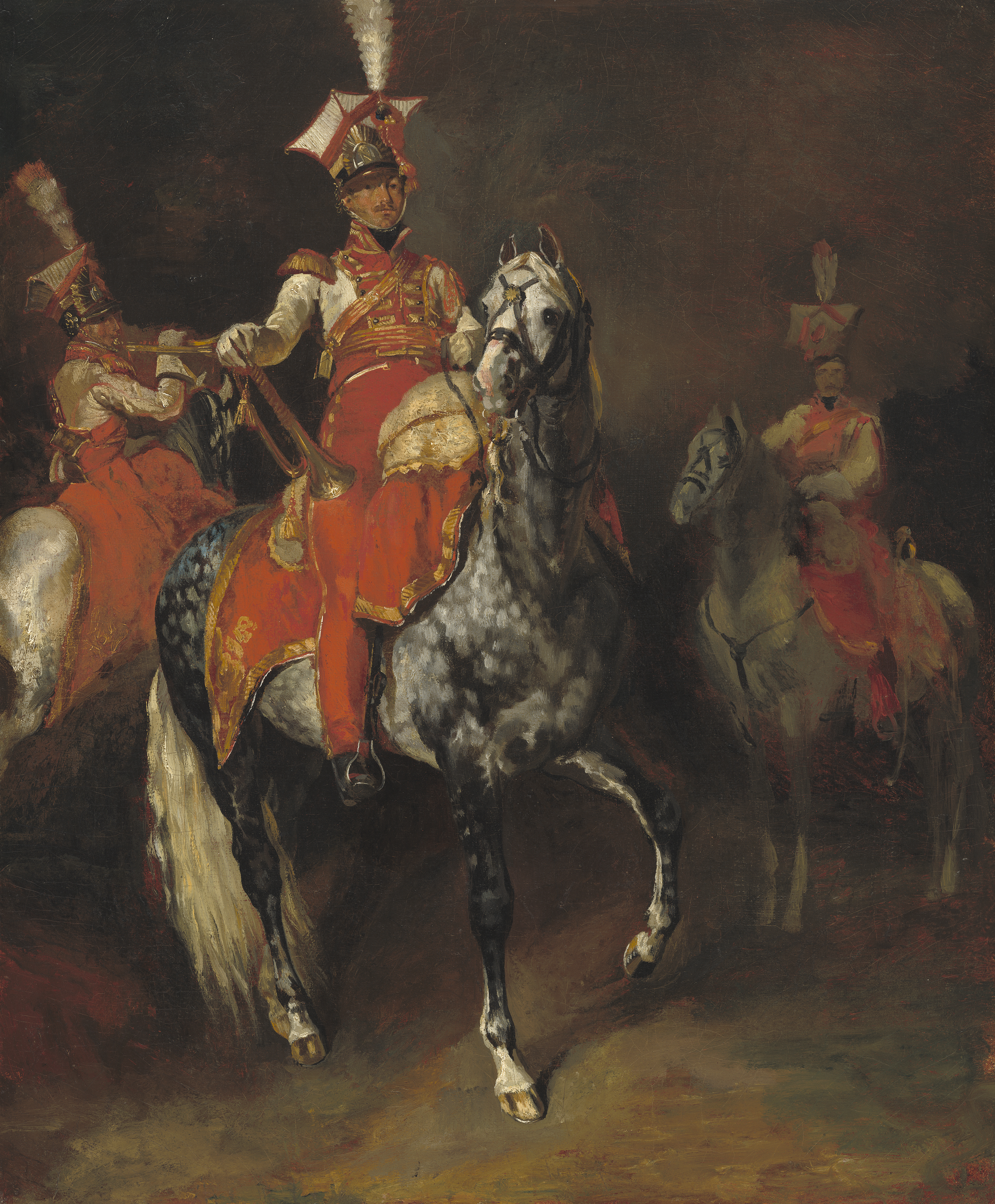
Trompette à cheval de la Garde Impériale de Napoléon, Washington, National Gallery of Art.
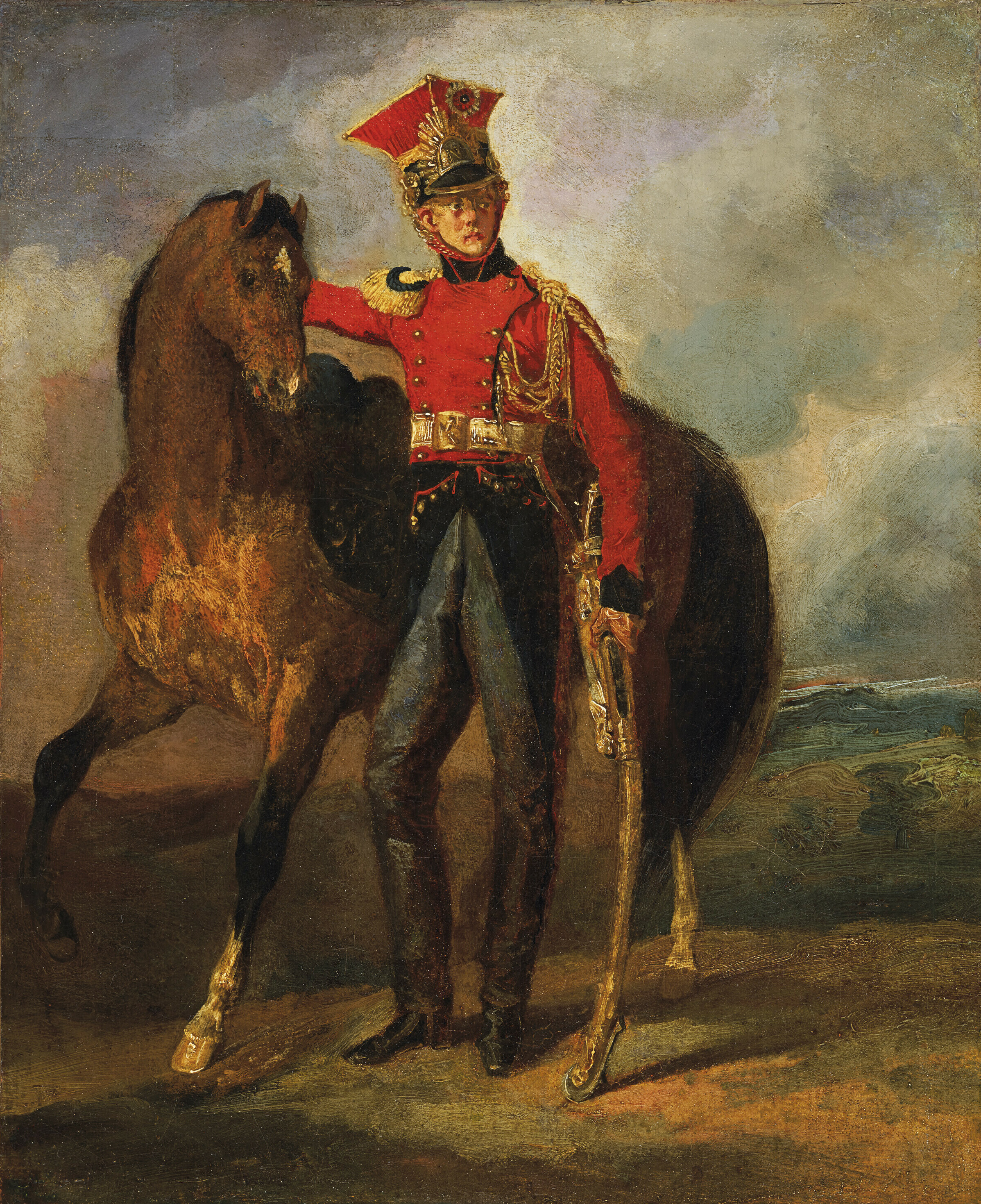
Lancier du 1er régiment de chevau-légers-lanciers de la Garde, dits polonais, collection privée
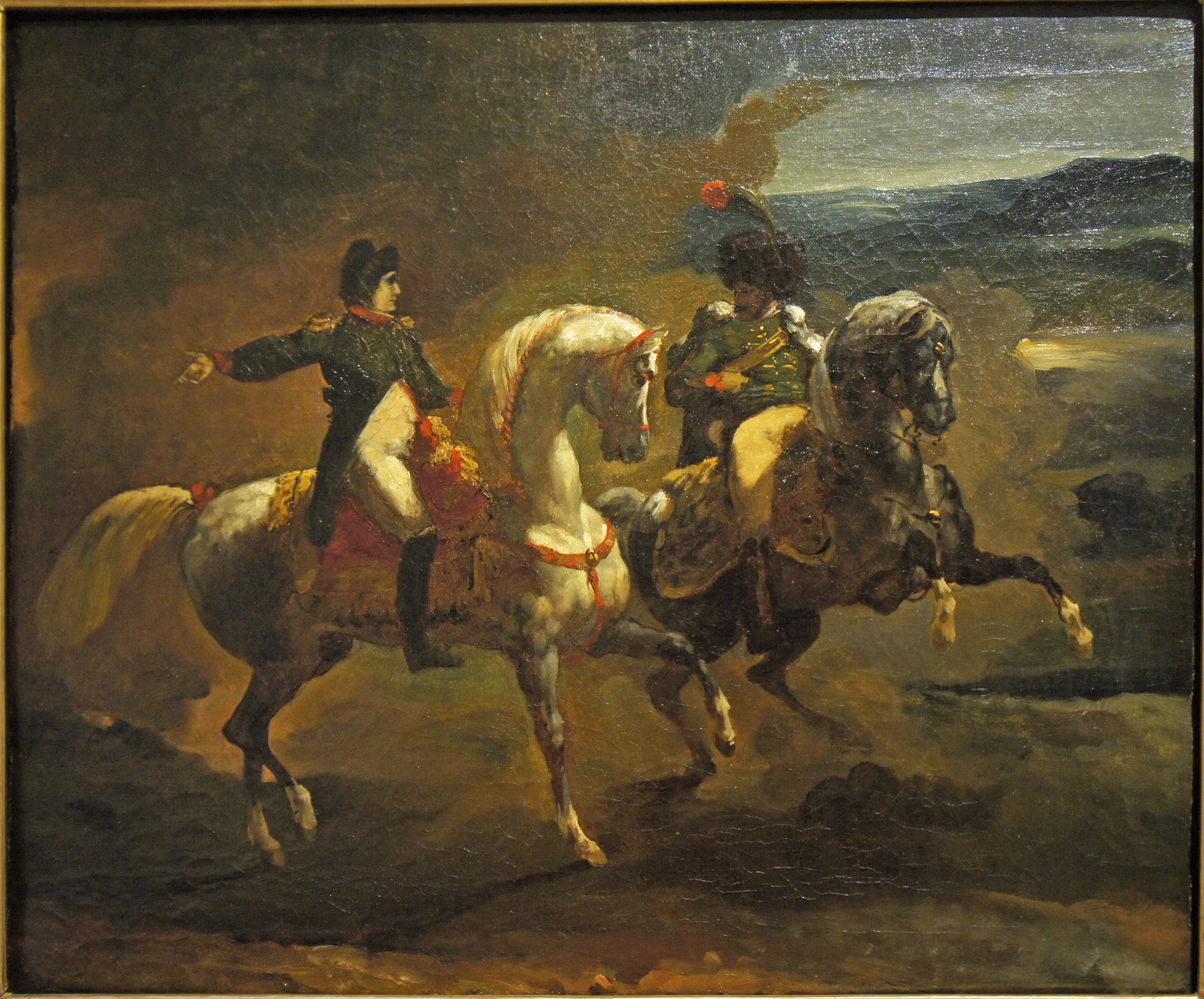
Napoléon sur le champ de bataille, musée des Beaux-Arts de Reims.
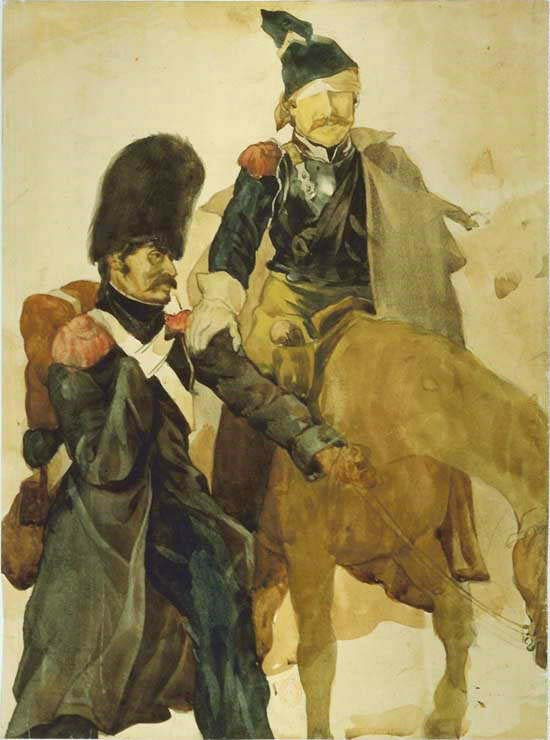
Retour de Russie ou La Retraite de Russie (vers 1818), Paris, École nationale supérieure des beaux-arts.
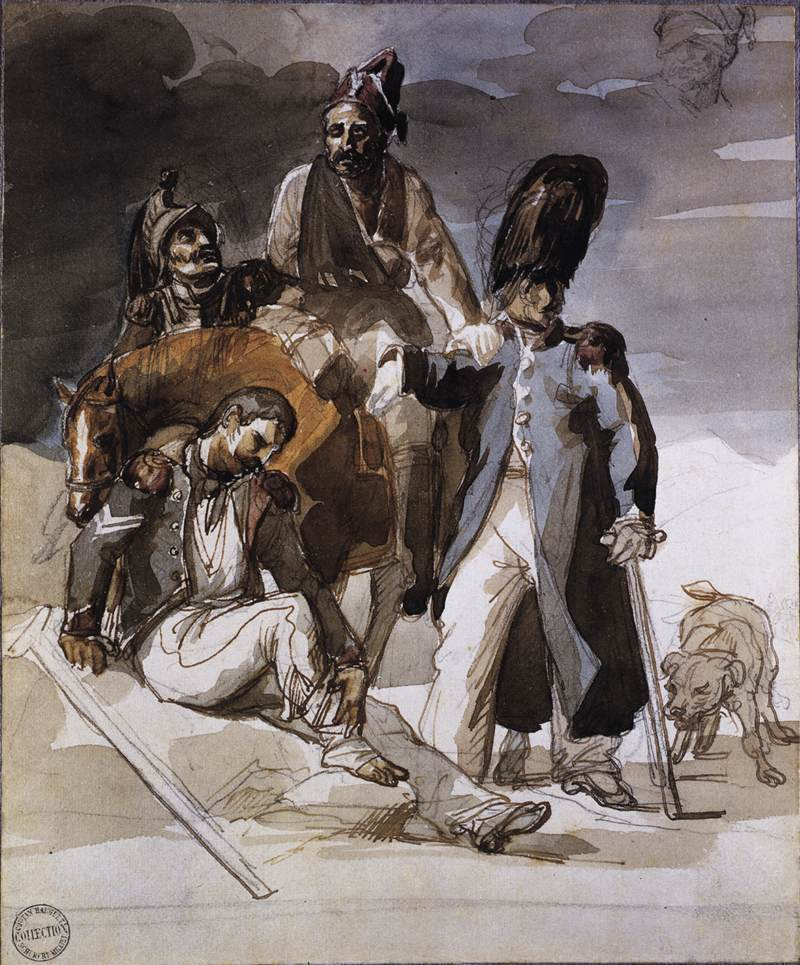
Soldats blessés retraite de Russie (vers 1814), musée des Beaux-Arts de Rouen.
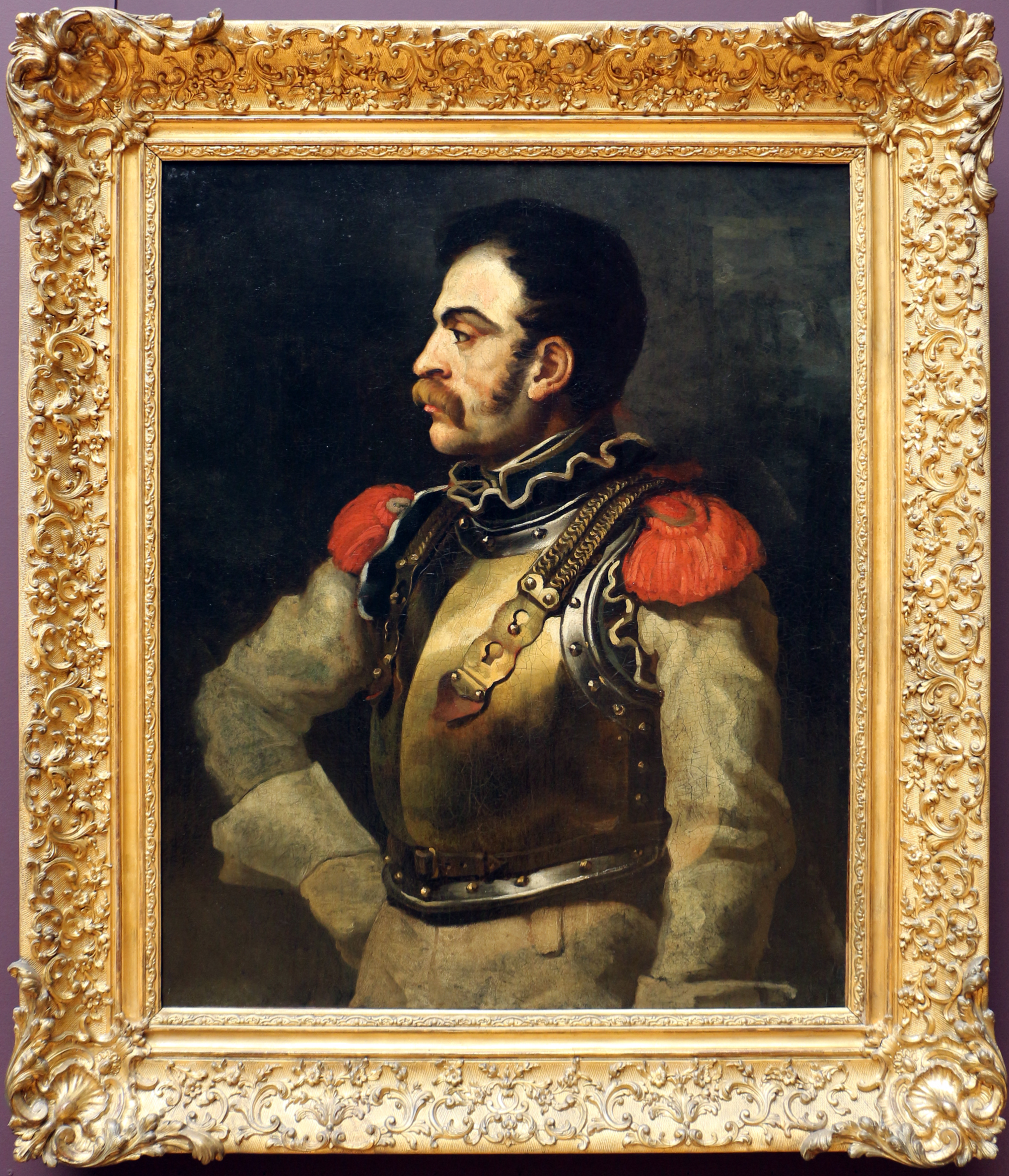
Portrait de carabinier (1814), Paris, musée du Louvre.

## Catalogue raisonné et œuvres inédites

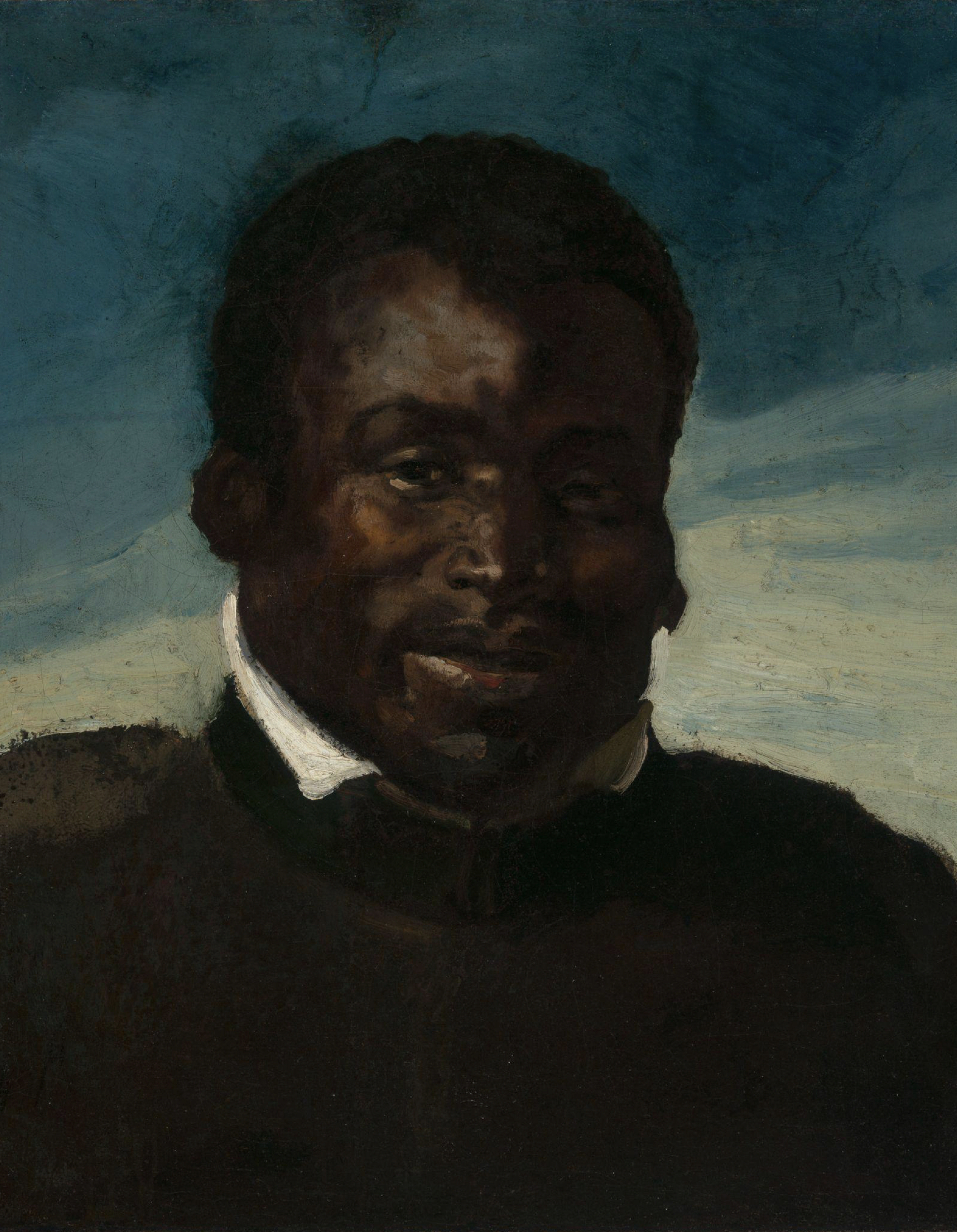
Théodore Géricault, Portrait d'Africain, huile sur toile, 1819.

### Le séjour en Italie

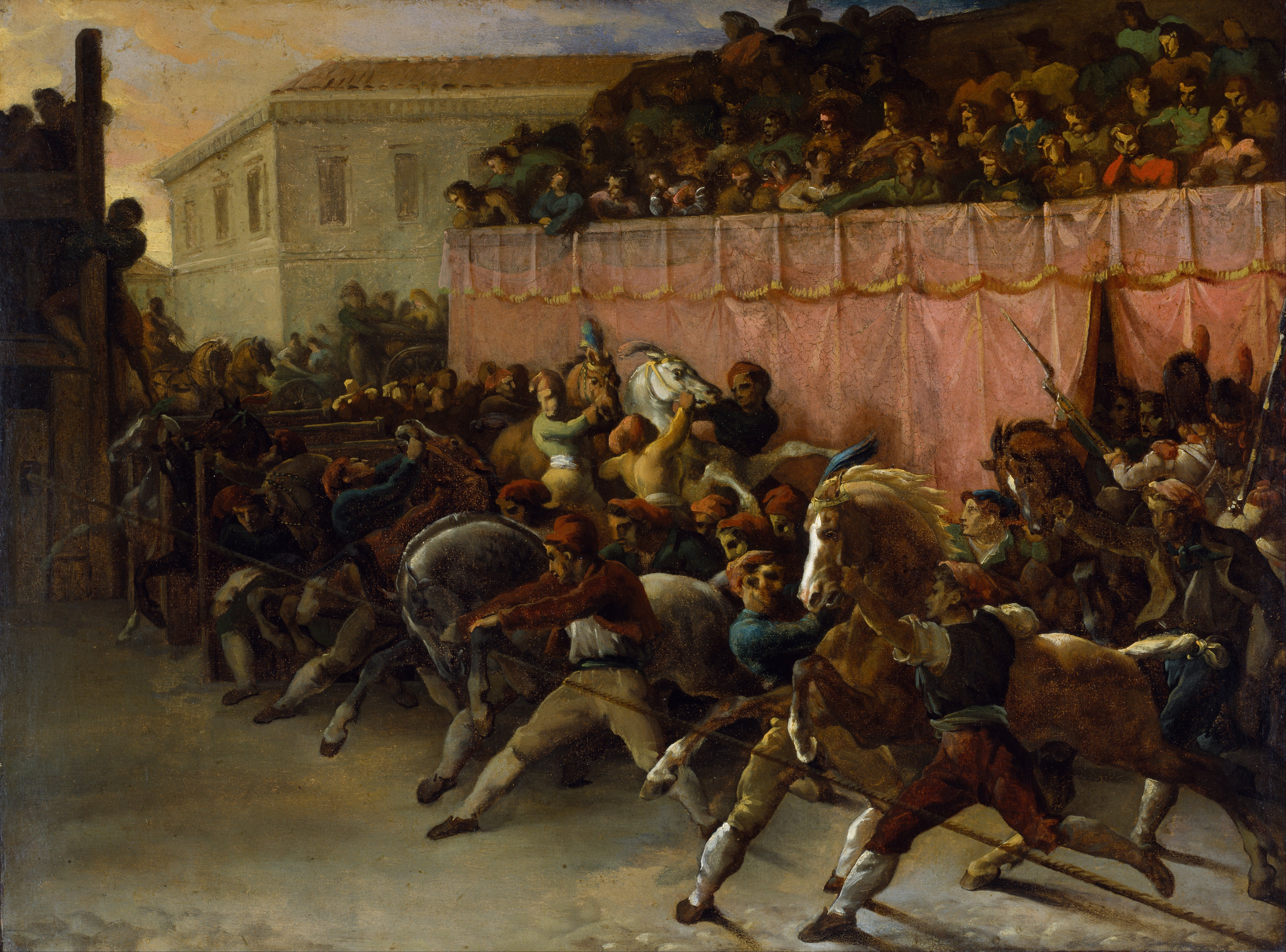
Course de chevaux libres à Rome (1817), Baltimore, Walters Art Museum.

En 1814, Théodore Géricault s'éprend de sa tante Alexandrine qui n'a que 6 ans de plus que lui. De cette liaison, qui va durer plusieurs années et qui s'avère désastreuse pour l'artiste, naîtra le 21 août 1818 un fils, Georges-Hippolyte, déclaré à sa naissance comme le fils de la bonne Suzanne et de père inconnu. À la mort de Géricault, l'enfant sera reconnu par le père de l'artiste, Georges-Nicolas.
Géricault s'engage dans la Compagnie des mousquetaires gris du Roy Louis XVIII. Il accompagne le Roi à Gand pendant les Cent-Jours. Il revient en France fin 1815, caché par son oncle Bonnesoeur-Bouginière, dont il fait alors le portrait.
Géricault se présente au concours du grand prix de Rome où il échoue. Il décide alors, en 1816, de partir pour l'Italie à ses propres frais. Il est durablement impressionné par les peintres de la Renaissance italienne, en particulier Michel-Ange et Titien qu'il copie, ainsi que par Pierre Paul Rubens et le mouvement qu'il donne à ses œuvres. Son ami le peintre Jean-Victor Schnetz lui fait rencontrer Ingres à la villa Médicis. Géricault quitte Rome en 1817 pour Paris.
Parmi ses contemporains, Géricault porte une admiration particulière à Antoine-Jean Gros dont il copie les œuvres à plusieurs reprises. Delacroix explique : « Géricault aussi avait l'admiration de Gros. Il n'en parlait qu'avec enthousiasme et respect. Il lui était beaucoup redevable dans son talent, quoique leurs deux talents fussent dissemblables. C'est surtout dans la représentation des chevaux que Gros a été son maître. Géricault a mieux rendu la force dans les chevaux, mais il n'a jamais su faire un cheval arabe comme Gros. Le mouvement, l'âme, l'œil du cheval, sa robe, le brillant de ses reflets, voilà ce qu'il a rendu comme personne. »
Peignant des portraits (Louise Vernet, Portrait d'Alfred et Élisabeth Dedreux), mais aussi des scènes de genre comme Le Marché aux bœufs, Géricault semble toujours hanté par l'Italie, Michel-Ange et Titien, ou par Jules Romain, tant il accentue l'anatomie et les effets dramatiques du clair-obscur. Il peint de nombreuses scènes militaires : Le Train d'artillerie ou L'Artillerie changeant de position.

### Le Radeau de la Méduse

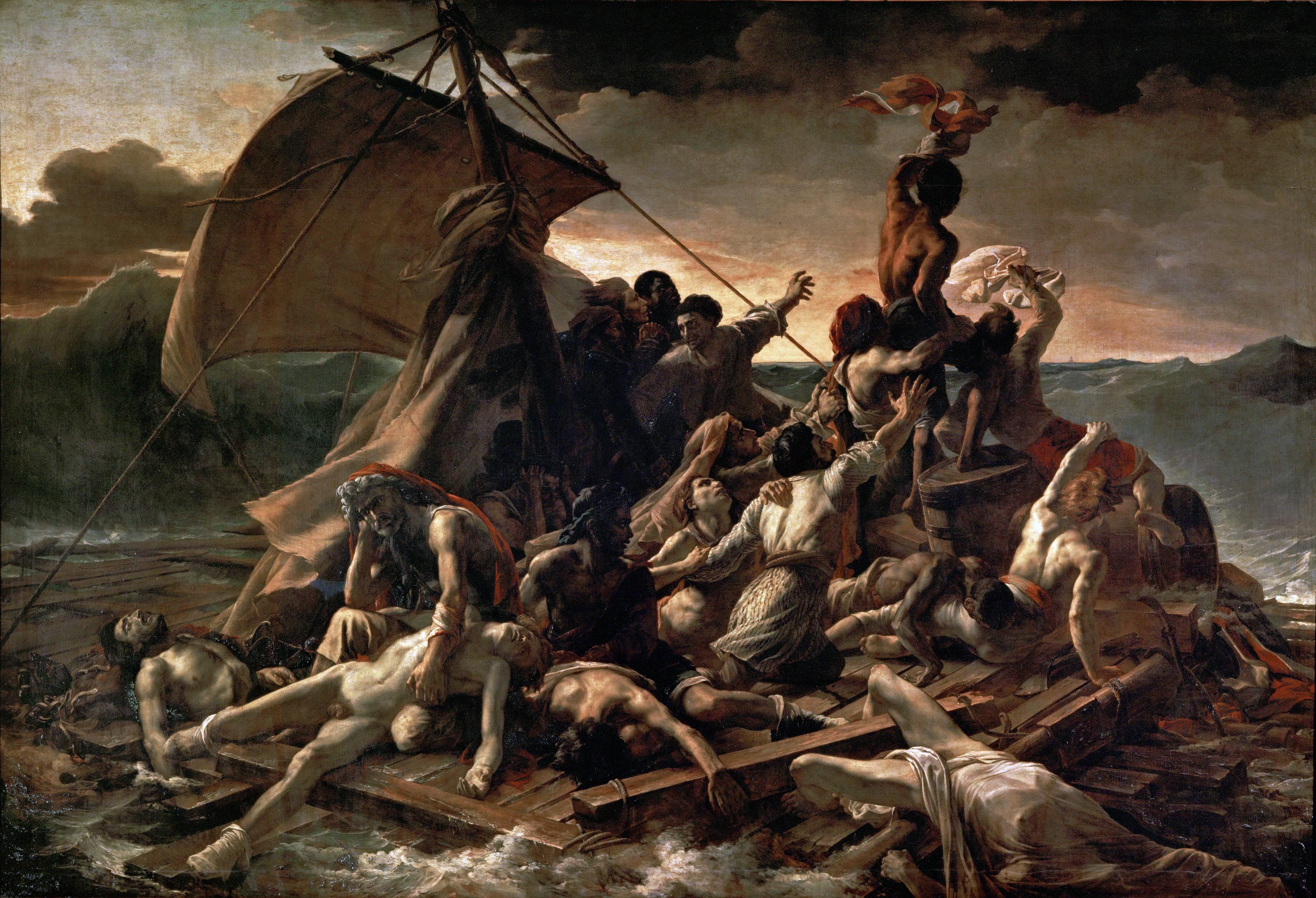
Le Radeau de la Méduse (1818-1819), Paris, musée du Louvre.

En 1819, un nouveau Salon s'ouvre au Louvre. Géricault veut réaliser une œuvre immense, spectaculaire. Cherchant son inspiration dans les journaux, il y découvre l'« affaire de la Méduse », catastrophe maritime peu glorieuse que la monarchie restaurée avait tenté d'étouffer. Le fait divers que le peintre évoque par sa toile est celui de l’échouage en pleine mer d'une frégate, la Méduse, le 2 juillet 1816, sur des hauts-fonds au large des côtes de la Mauritanie actuelle. Le moment culminant choisi par Géricault dans cette tragédie est celui où les quelques naufragés survivants, après avoir dérivé pendant treize jours sur un radeau de fortune, aperçoivent au loin le navire qui vient les sauver, le brick Argus. Géricault peint l'instant dramatique où les hommes encore valides, qui ont pratiqué le cannibalisme pour survivre, se lèvent pour faire signe au navire, un point à peine visible à l'horizon.
Le peintre a trouvé son inspiration. Soucieux d'ancrer son œuvre dans la réalité, il prend connaissance du récit de deux survivants : Alexandre Corréard, l'ingénieur géographe de la Méduse, et Henri Savigny, le second chirurgien du bord. Il fait construire une réplique grandeur nature du radeau dans son atelier et demande à sept rescapés de venir poser pour lui. Il va jusqu'à exposer dans son atelier des restes humains. Grâce à l'entremise d'un ami médecin à l'ancien hôpital Beaujon, proche de son atelier, Géricault peut obtenir des bras et des pieds amputés afin de les étudier. De même, il dessine plusieurs fois une tête coupée obtenue à Bicêtre, une institution tout à la fois hospice, prison et asile d'aliénés. Selon Charles Clément, son biographe, une puanteur étouffante régnait parfois dans son atelier de la rue du Faubourg-du-Roule. Géricault travaille avec acharnement, pendant une année entière, à une œuvre de cinq mètres sur sept qui est, selon l'expression de Michel Schneider, « une leçon d'architecture autant qu'une leçon d'anatomie ».
Le Radeau de la Méduse est présenté au musée du Louvre en 1819. Lors de l'accrochage, le tableau est placé beaucoup trop haut, à côté d'autres œuvres immenses.
La toile est mal accueillie par la critique qui feint l'incompréhension : « L'auteur n'a pas cru devoir indiquer la nation ni la condition de ses personnages. Sont-ils Grecs ou Romains ? Sont-ils Turcs ou Français ? Sous quel ciel naviguent-ils ? À quelle époque de l'histoire ancienne ou moderne se rapporte cette horrible catastrophe ? » ou encore « ce cadre immense et ces dimensions colossales qui semblent réservés pour la représentation des événements d'un intérêt général, tels qu'une fête nationale, une grande victoire, le couronnement d'un souverain ou un de ces traits de dévouement sublimes qui honorent la religion, le patriotisme ou l'humanité. ». En réalité, l'un des sujets, l'anthropophagie, est connu de tous : il n'est pas considéré comme un crime par le Code civil de 1810 et a été régulièrement pratiqué par les soldats affamés des armées du Premier Empire, en Espagne, au Portugal et pendant la retraite de Russie.
Pour Jules Michelet, dans ses cours au Collège de France de 1847, Géricault peint « le naufrage de la France, ce radeau sans espoir, où elle flottait, faisant signe aux vagues, au vide, ne voyant nul secours. »

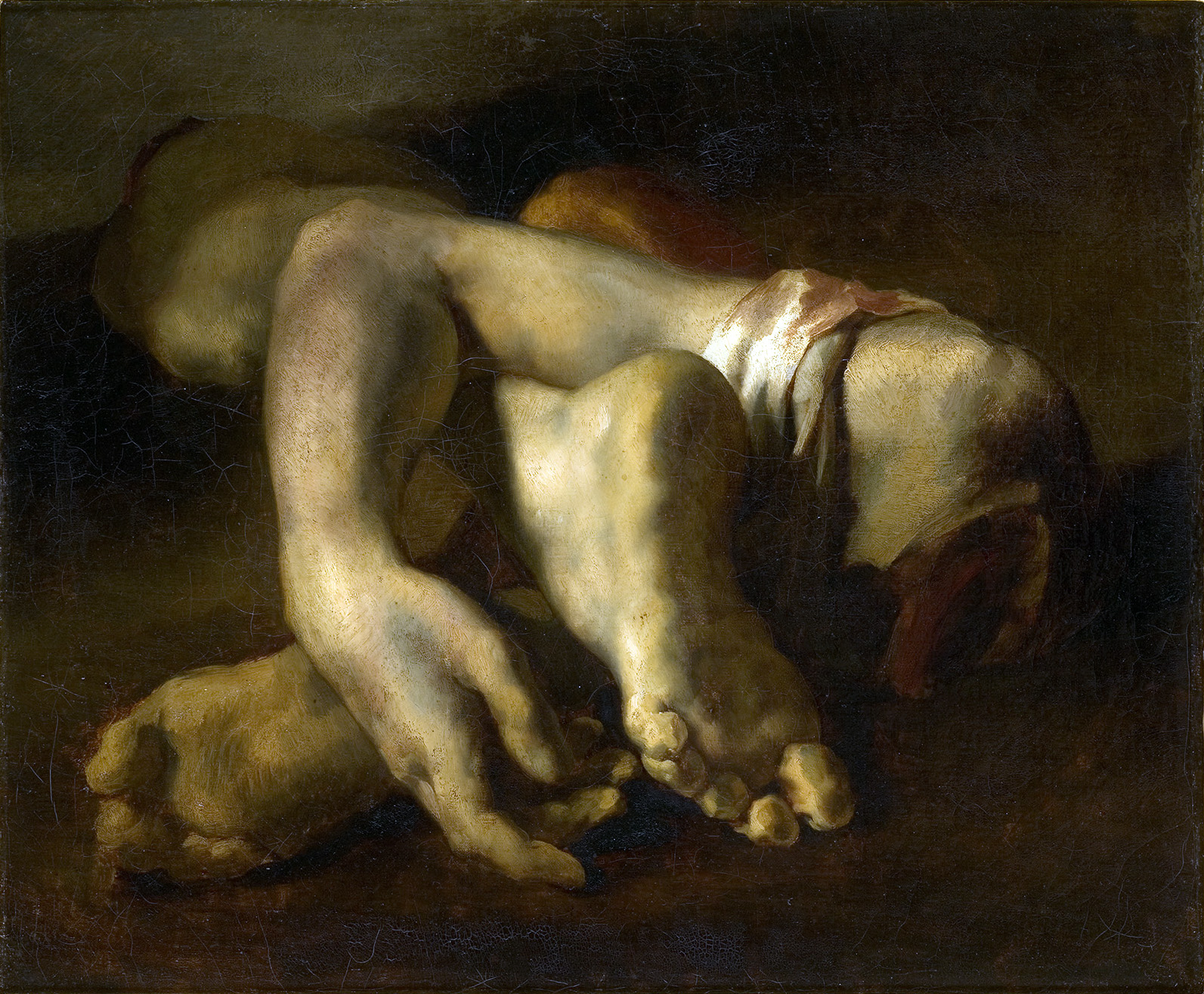
Étude de pieds et de main (1818-1819), Montpellier, musée Fabre.
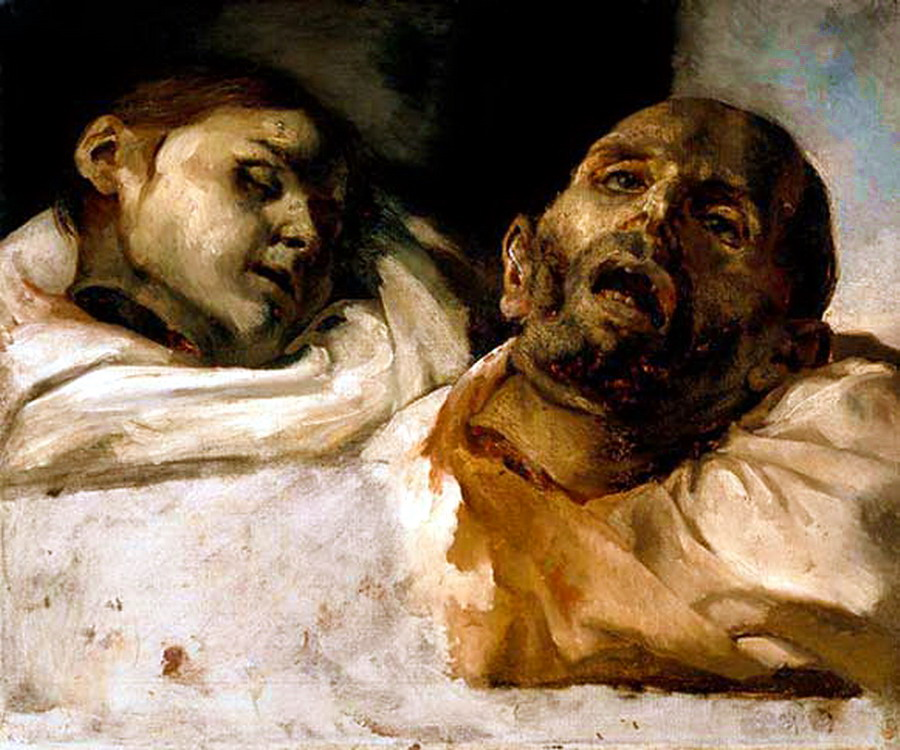
Têtes de suppliciés, Stockholm, Nationalmuseum.
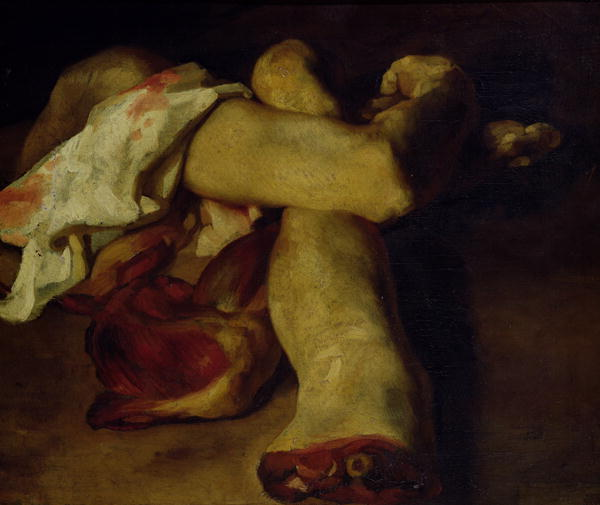
Études de bras, Rouen, musée des Beaux-Arts.
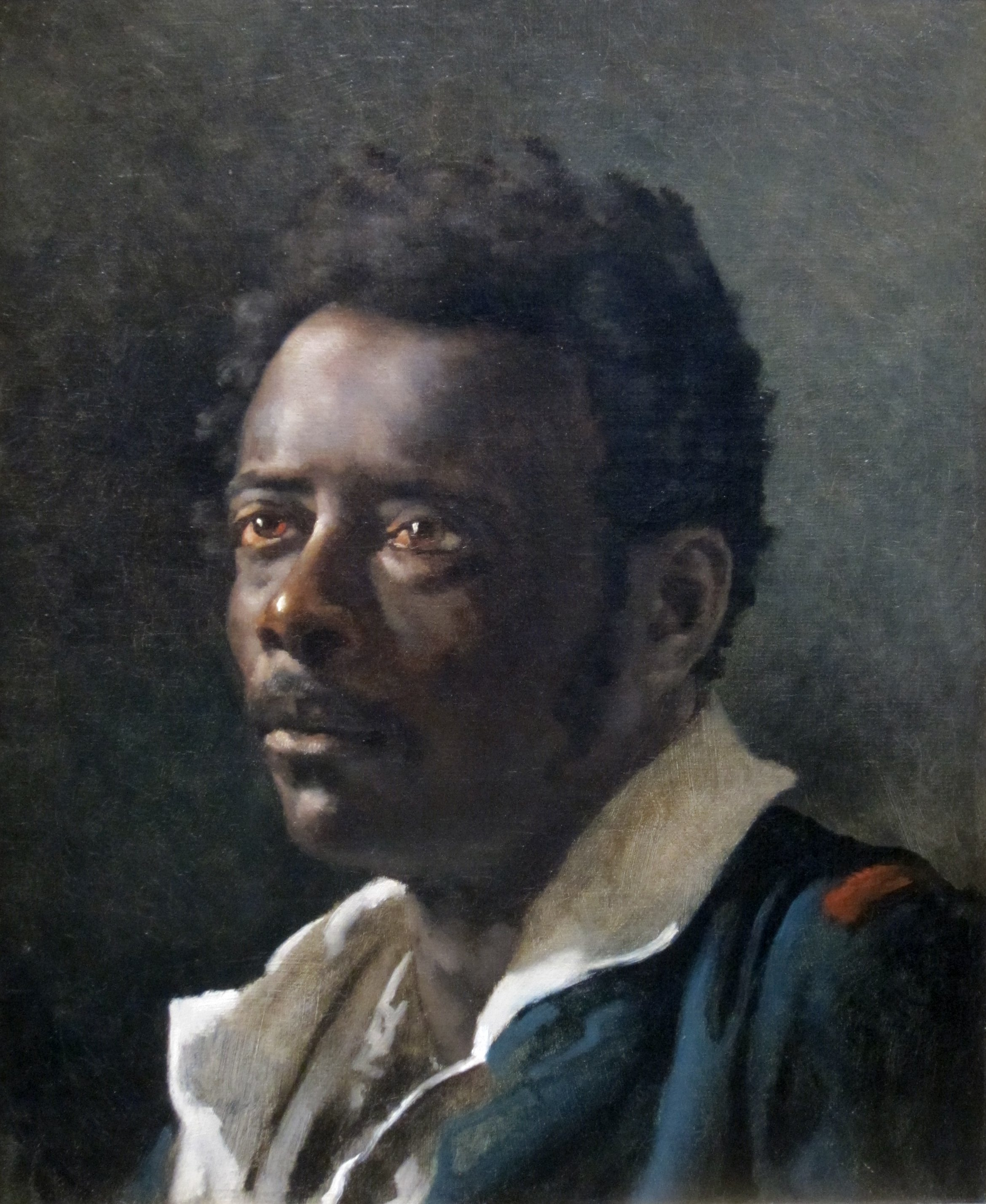
Étude de portrait pour Joseph (vers 1818-1819), Los Angeles, Getty Center.
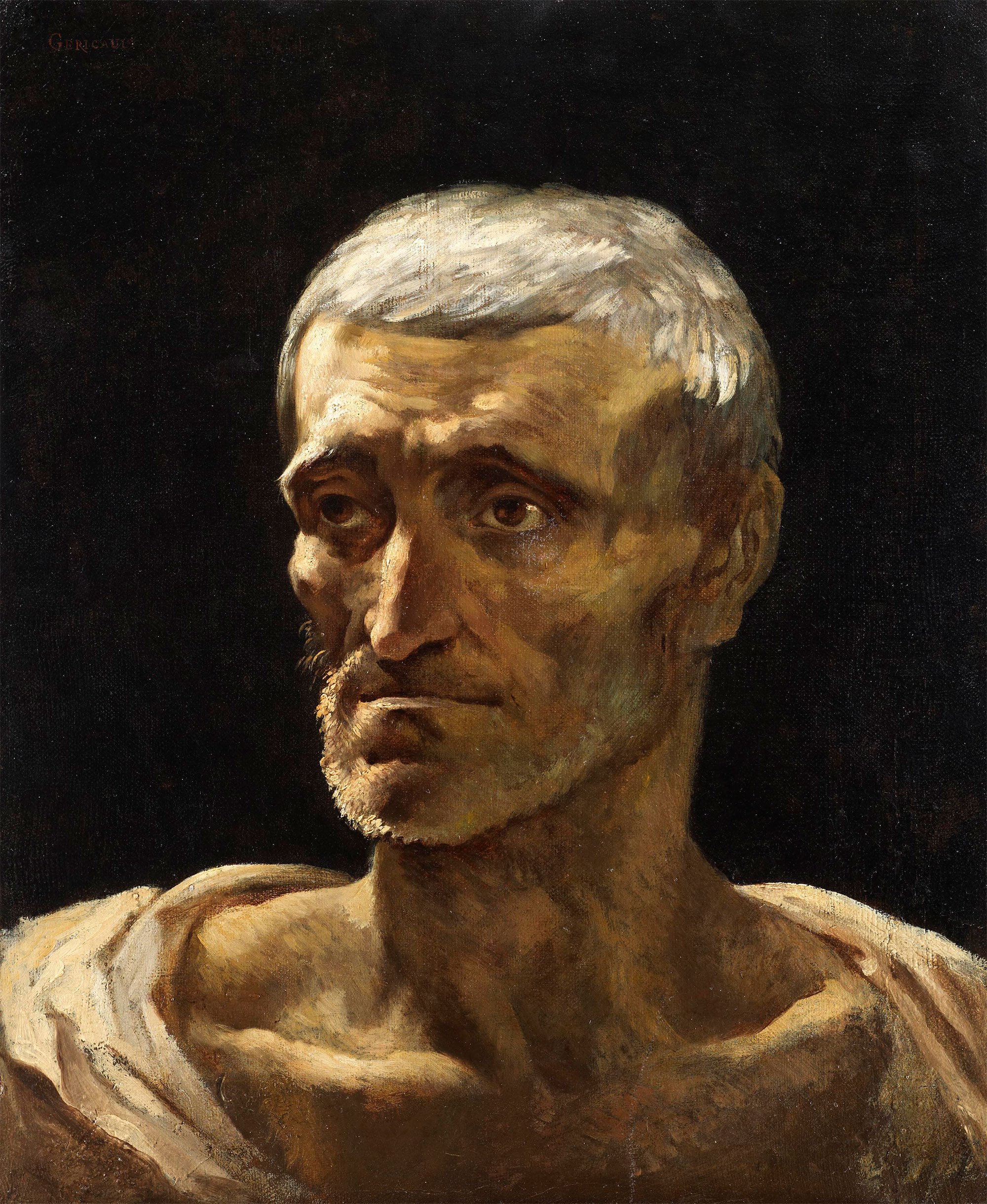
Portrait d'un naufragé ou Le Père (entre 1818 et 1819), étude pour Le Radeau de la Méduse, Besançon, musée des Beaux-Arts et d'Archéologie[25].

### Séjour en Angleterre

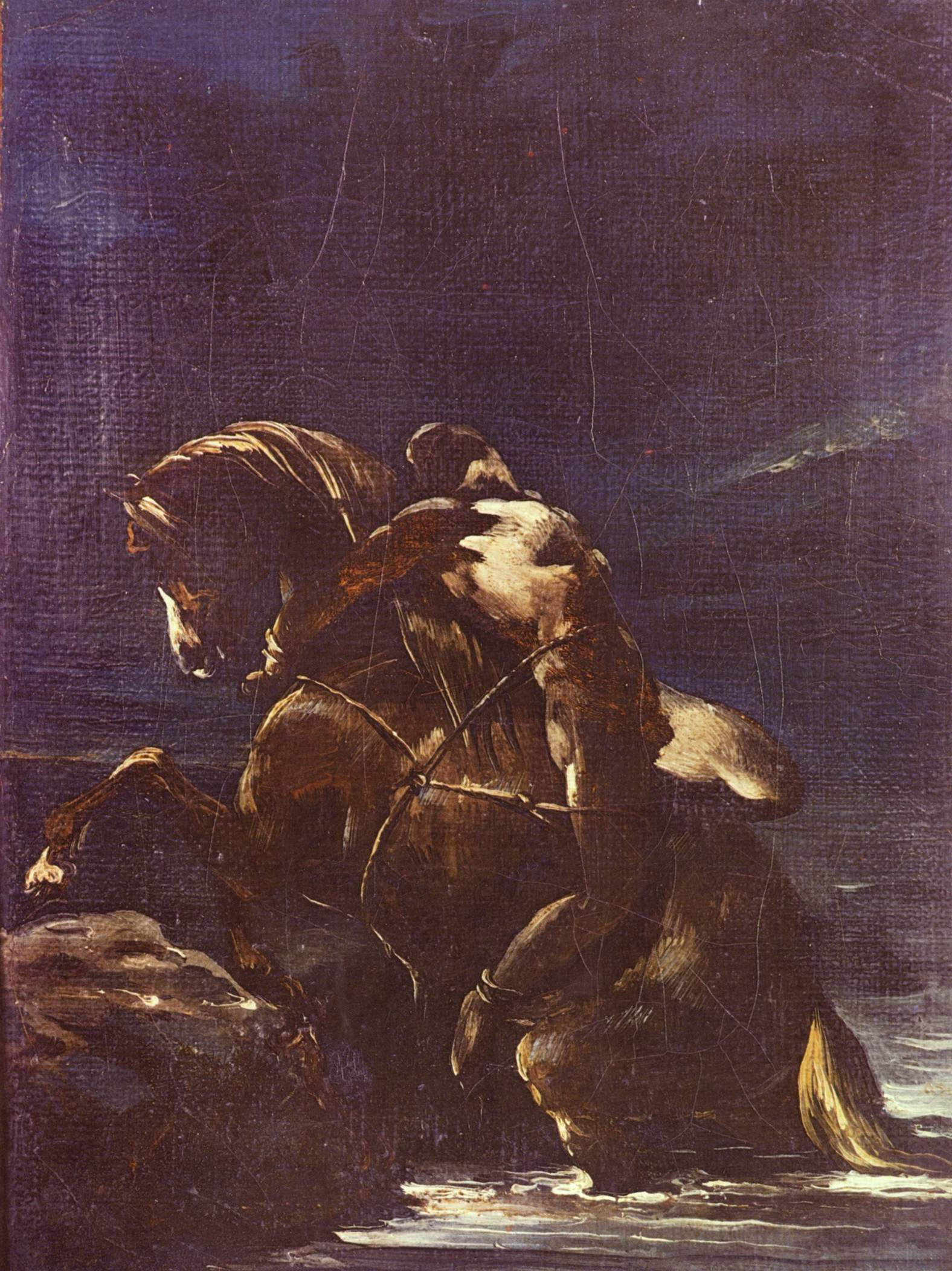
Mazeppa (vers 1820), collection particulière. Une des dernières toiles de Géricault avant sa mort, La légende de Mazzeppa. Le jeune amant surpris avec la reine est condamné à être attaché nu sur un cheval fou dans la steppe jusqu'à sa mort.

Éreinté par la critique française et en conflit avec sa famille, Géricault quitte Paris pour l’Angleterre où le Radeau de la Méduse est présenté. La toile est applaudie par la presse anglaise — pour des raisons inverses des critiques françaises — et par le public, plus de 40 000 visiteurs.
L'architecte anglais Cockerill témoigne dans son journal intime de son admiration pour le peintre français et nous livre son portrait : « Admiration pour son talent et sa modestie […] son profond sentiment de pitié, son pathétique, à la fois la vigueur, le feu et la vitalité de son œuvre. […] à la fois profond et mélancolique, sensible, vie singulière, comme celles des sauvages américains dont on parle dans les livres, baignant dans la torpeur pendant des jours et des semaines puis se livrant à des actions violentes, chevauchant, se précipitant se lançant s'exposant à la chaleur, au froid, à toutes sortes de violences […] Géricault n'a pas présenté dix œuvres au public, pourtant sa réputation est grande. ».

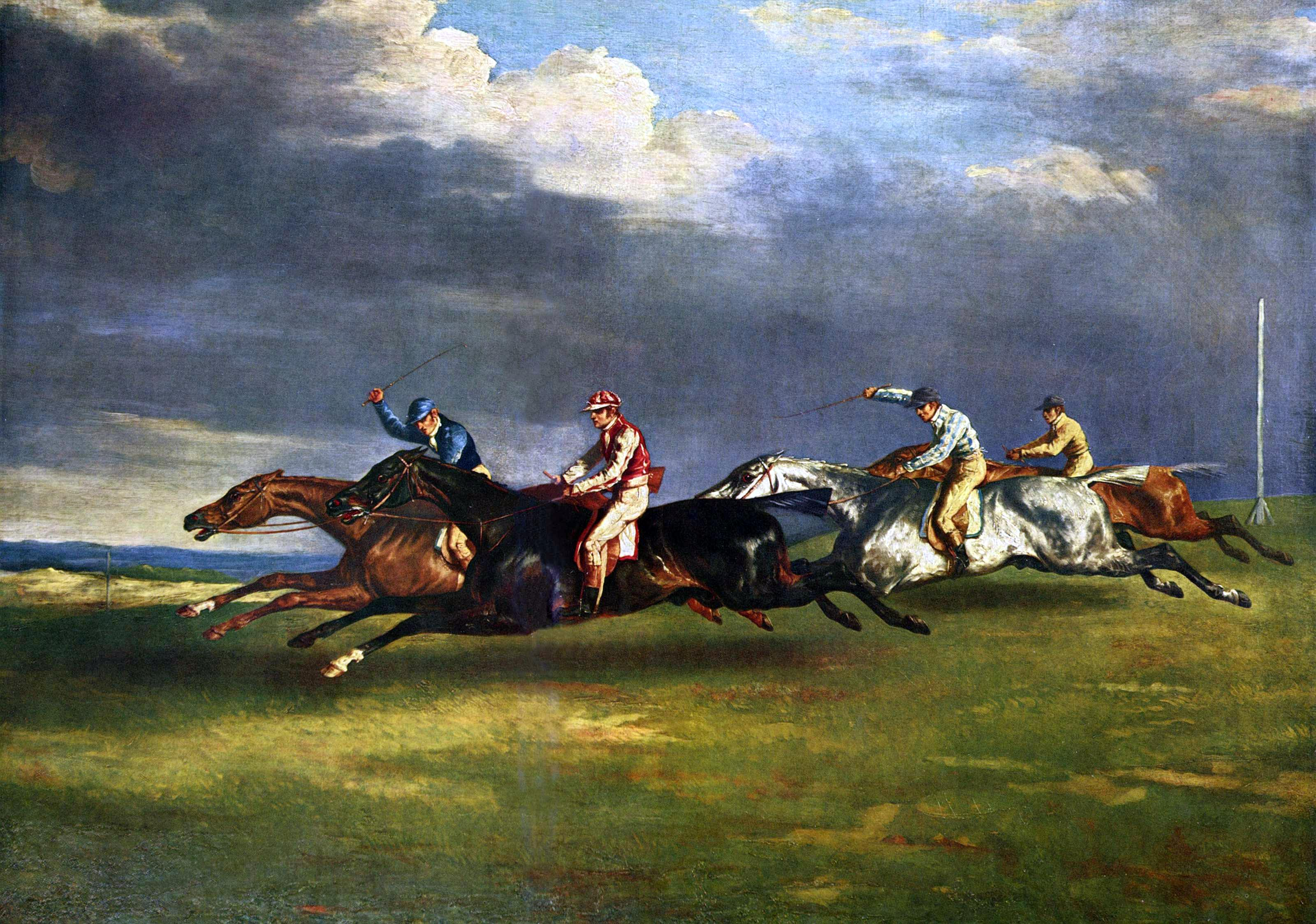
Le Derby d'Epsom, (1821), Paris, musée du Louvre.
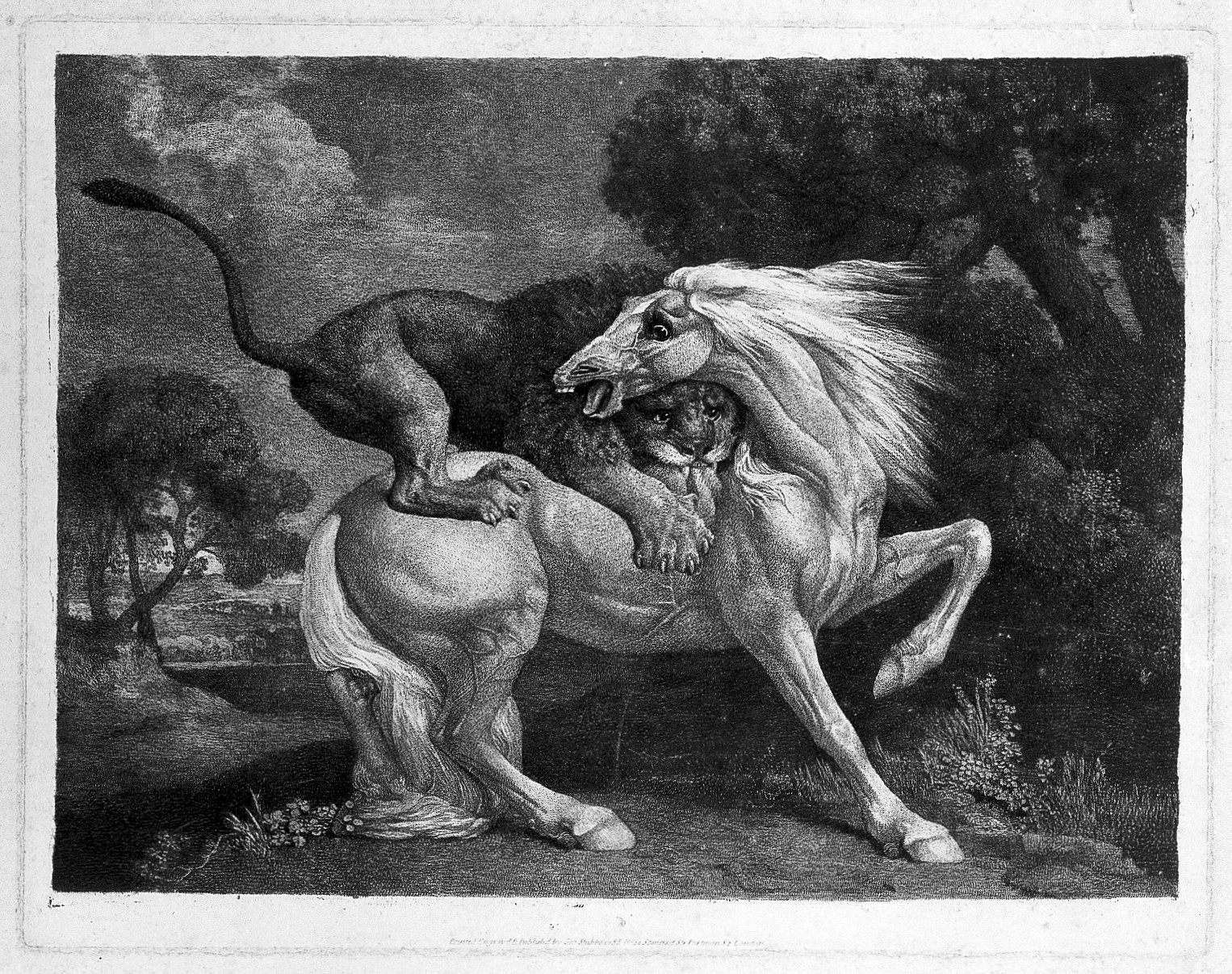
George Stubbs, Cheval attaqué par un lion (1788), gravure, Paris, musée du Louvre.
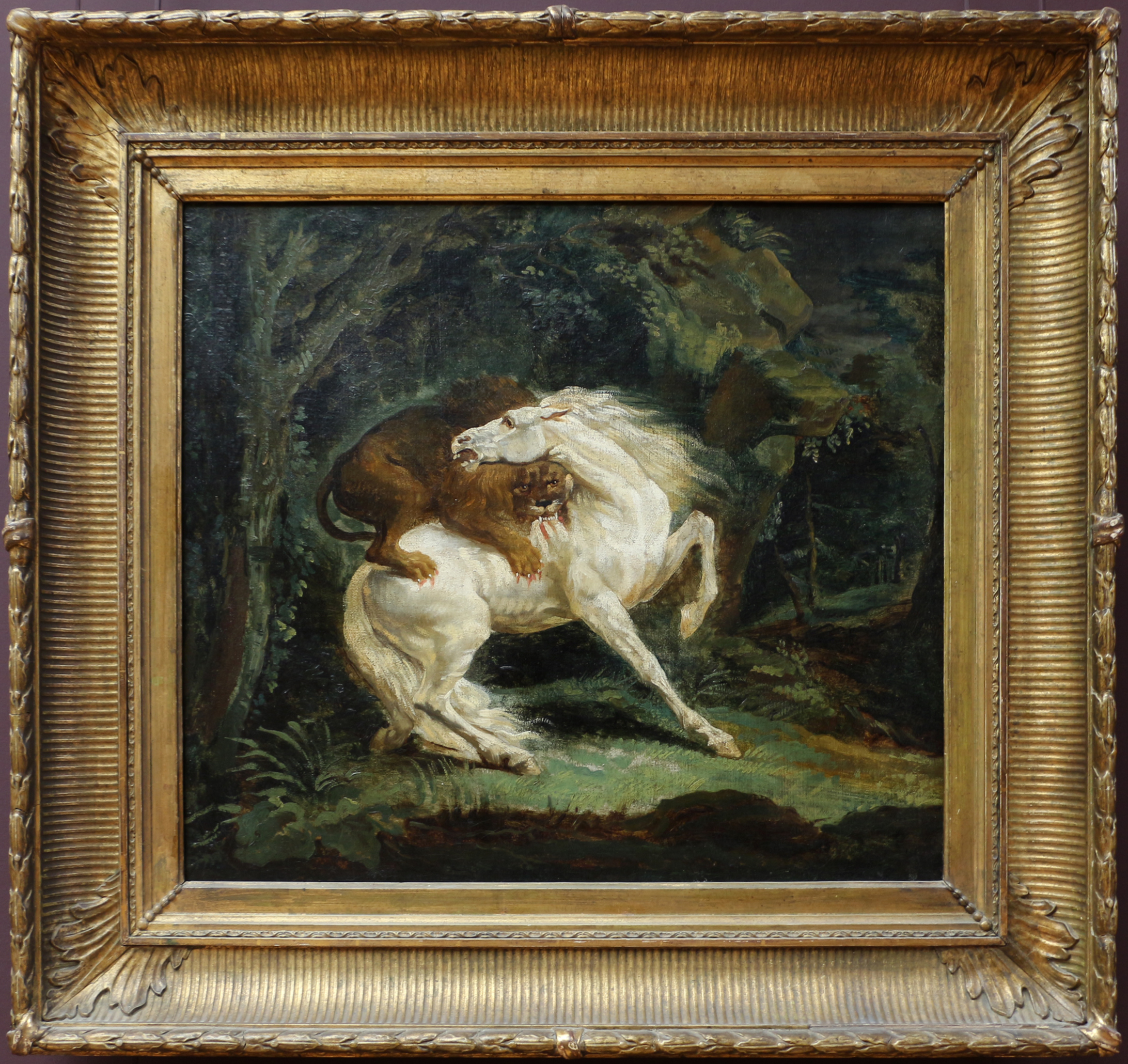
Théodore Géricault, Cheval attaqué par un lion (1821) d'après Stubbs, Paris, musée du Louvre.

#### Le thème du cheval
Il voyage en Angleterre d’avril 1820 à novembre 1821, et découvre les grands paysagistes anglais, dont Constable et Turner, et les courses de chevaux, thème qui lui dictera une nouvelle série d’œuvres inspirée par « la plus grande conquête de l’homme » dont notamment le Derby d’Epsom (musée du Louvre). Le thème du cheval est un sujet central de son œuvre, au début et surtout à la fin de sa vie. Il copie en particulier les œuvres de George Stubbs et de Ward, et réalise de nombreuses lithographies de chevaux et de scènes de rues de la vie londonienne.
Depuis son apprentissage chez Guérin, Géricault peint des chevaux dans plus d'une centaine de scènes de genre, qu'ils évoluent à l'écurie, sur des champs de bataille, au travail, qu'ils soient de trait ou de halage, cob ou selles français, représentant jusqu'aux ateliers de maréchaux-ferrants. Pour Théophile Gautier, le cheval permet à Géricault d'exprimer « les plus hautes aspirations de l'esprit ». Pour Bruno Chenique, le cheval dans l'art de Géricault, « c'est surtout l'âme de l'homme, ses instincts, sa douceur, sa violence, ses pulsions sexuelles et mortifères », il « est le miroir de la psyché avec la complicité duquel peuvent se vivre des passions insensées ».

### Dernières années
En décembre 1821, le peintre revient à Paris, après être tombé malade en Angleterre. Il ne se débarrasse pas de son état. Son ami médecin-chef de la Salpêtrière et pionnier en études psychiatriques Étienne-Jean Georget lui propose de peindre les portraits de dix malades mentaux. De cette série, nous restent cinq toiles dont Le Monomane du vol.

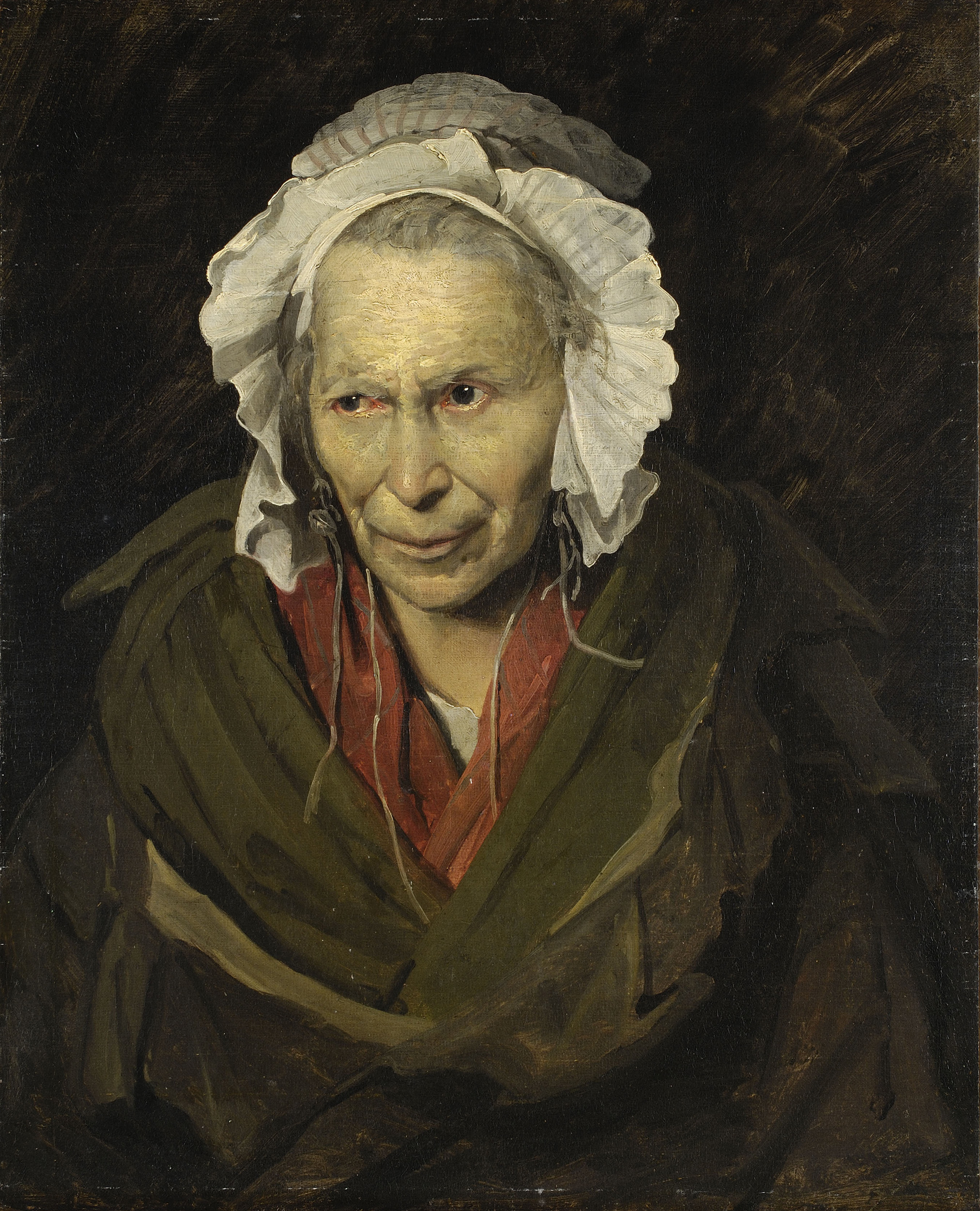
La Monomane de l'envie, ou La Hyène de la Salpêtrière (1819-1822), huile sur toile, 72 × 58 cm, musée des Beaux-Arts de Lyon.
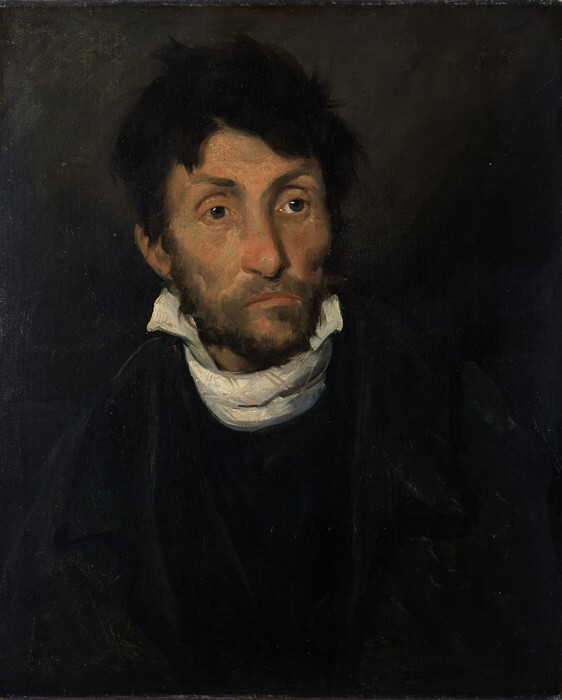
Le Monomane du vol, ou Le Fou aliéné, ou Le Cleptomane (1822), 61,2 × 50,2 cm, musée des Beaux-Arts de Gand.
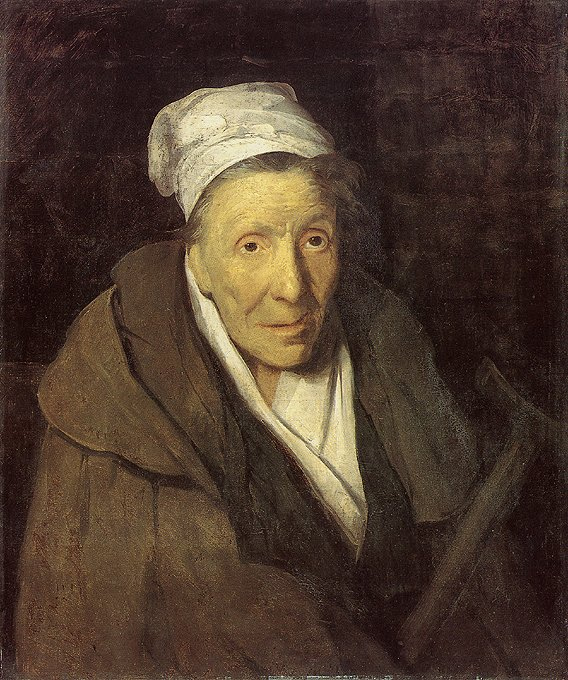
La Monomane du jeu (vers 1822), huile sur toile, 71 × 65 cm, Paris, musée du Louvre.
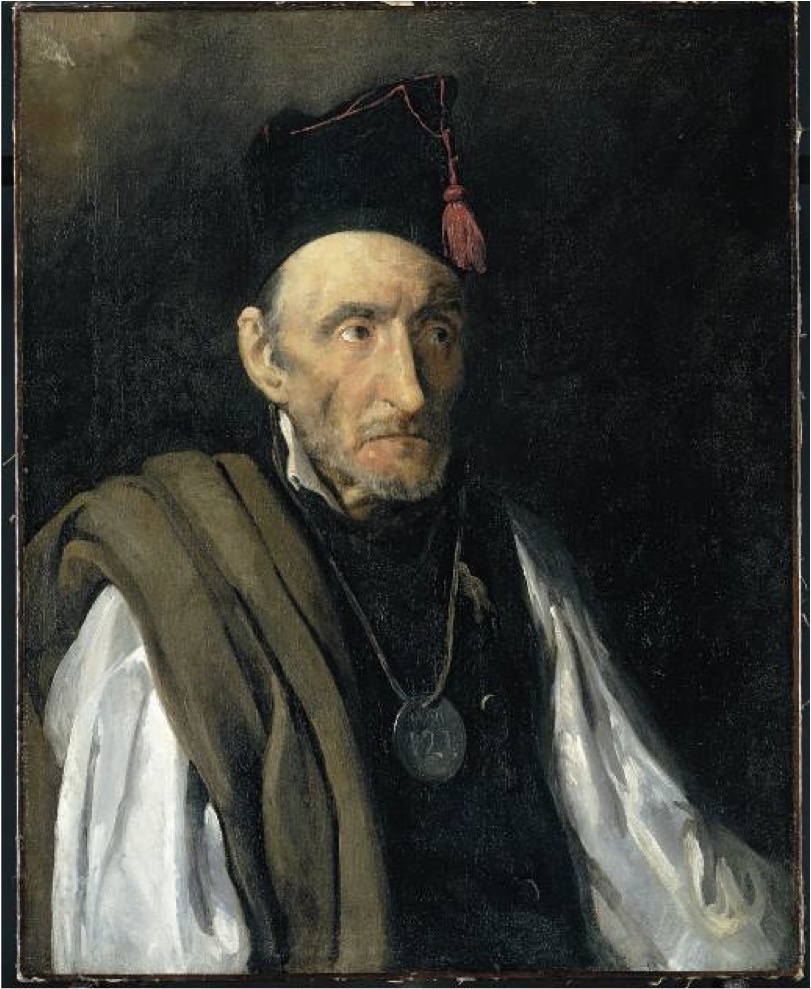
Le Monomane du commandement militaire (1822-1823), huile sur toile, 86 × 65 cm, Winterthour, musée Oskar Reinhart « Am Römerholz ».
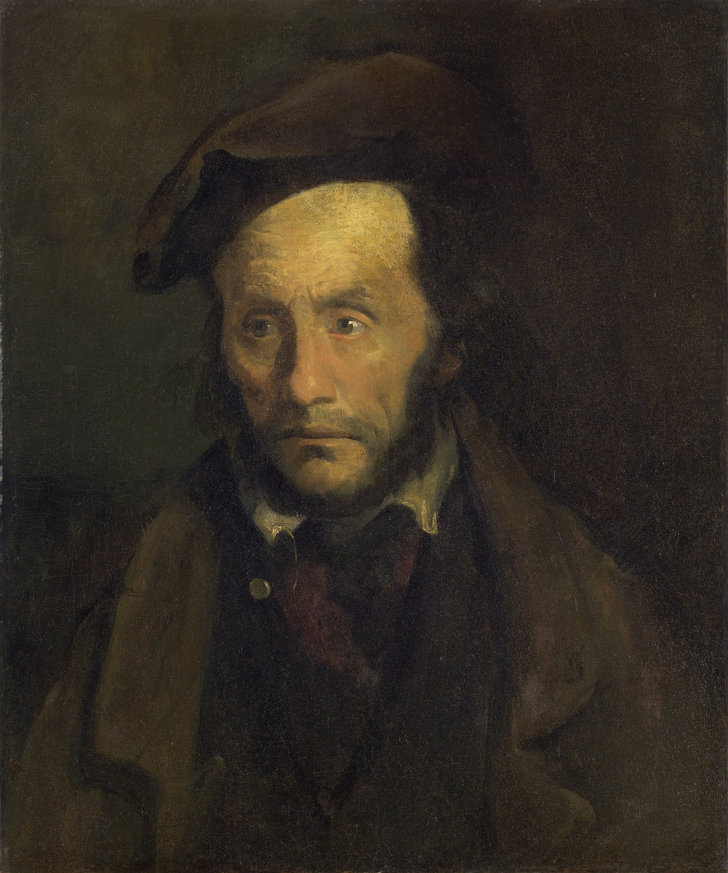
Le Monomane du vol d'enfants, Springfield, Springville Museum of Art (en).

On associe souvent à cette série Le Vendéen, portrait d'un saisissant réalisme d'un homme traumatisé par la guerre civile de Vendée, mais qui est sans doute plus ancien.

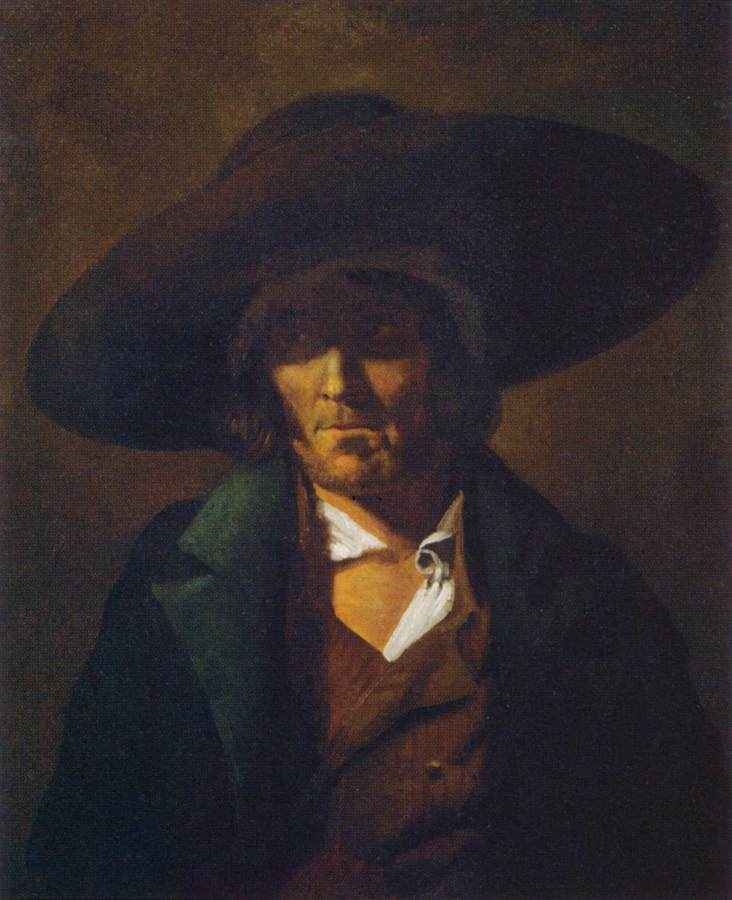
Portrait d'homme dit le Vendéen (vers 1820), huile sur toile, Paris, musée du Louvre.

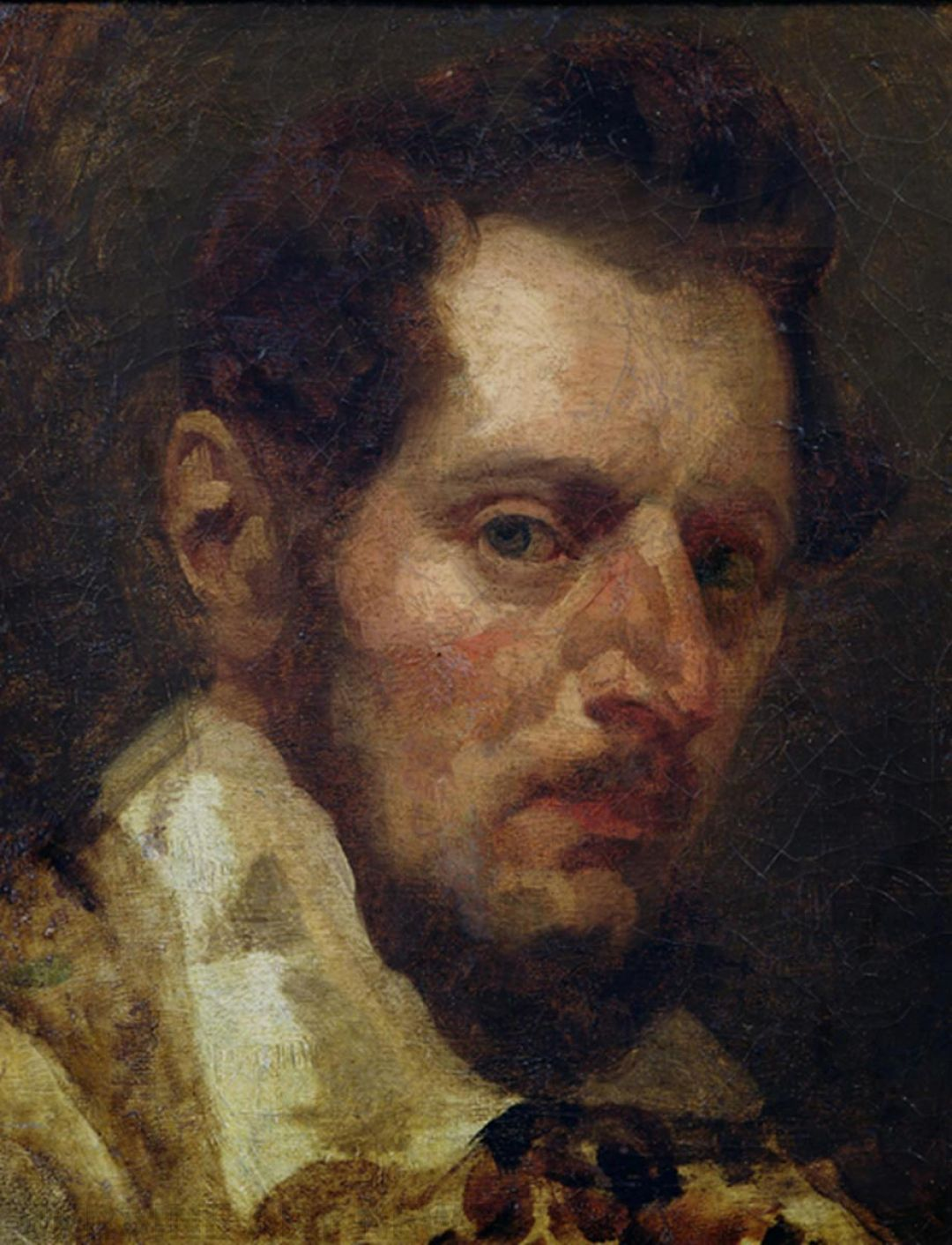
Portrait de l'artiste (1822), musée des Beaux-Arts de Rouen.

En 1822, il a une relation suivie avec une certaine madame Trouillard, à qui il confie être malade. Bien qu'épuisé, Géricault continue de vivre « comme s'il était dans la plénitude de ses forces alors que les ravages d'une maladie dont le ferment était depuis plusieurs années dans son sang réapparurent ».
Il tombe plusieurs fois de cheval, et se brise le dos en août 1823 en tombant rue des Martyrs, à Paris. Il est alité, paralysé. Les médecins diagnostiquent une phtisie de la colonne vertébrale.
Il meurt le 26 janvier 1824 au 23, rue des Martyrs, après une longue agonie due officiellement à cette chute de cheval mais plus probablement à une maladie vénérienne,, ce qui fit dire au philosophe et critique d'art Élie Faure que « Géricault est mort d'avoir trop fait l'amour ».
Dans son Journal, Eugène Delacroix décrit ainsi Géricault qu'il a connu : « Il a gaspillé sa jeunesse ; il était extrême en tout ; il n'aimait à monter que des chevaux entiers, et choisissait les plus fougueux. Je l'ai vu plusieurs fois au moment où il montait en selle ; il ne pouvait presque le faire que par surprise ; à peine en selle, il était emporté par sa monture. Un jour que je dînais avec lui et son père, il nous quitte avant le dessert pour aller au bois de Boulogne. Il part comme un éclair, n'ayant pas le temps de se retourner pour nous dire bonsoir, et moi de me remettre à ta table avec le bon vieillard. Au bout de dix minutes nous entendons un grand bruit : il revenait au galop ; il lui manquait une des basques de son habit ; son cheval l'avait serré, je ne sais où, et lui avait fait perdre cet accompagnement nécessaire. Un accident de ce genre fut la cause déterminante de sa mort. Depuis plusieurs années déjà, les accidents, suite de la fougue qu'il portait en amour comme en tout, avaient horriblement compromis sa santé ; il ne se privait pas pour cela tout à fait du plaisir de monter à cheval. Un jour dans une promenade à Montmartre, son cheval s'emporte et le jette à terre. […] Cet accident lui causa une déviation dans l'une des vertèbres. »
Puis lors de sa dernière visite à Géricault, le 30 décembre 1823, Delacroix écrit : « Il y a quelques jours, j'ai été le soir chez Géricault. Quelle triste soirée. Il est mourant ; sa maigreur est affreuse. Ses cuisses sont grosses comme mes bras. Sa tête est celle d'un vieillard mourant. Je fais des vœux bien sincères pour qu'il vive, mais je n'espère plus. Quel affreux changement. Je me souviens que je suis revenu tout enthousiasmé de sa peinture : surtout une étude de tête de carabinier. S'en souvenir. C'est un jalon. Les belles études. Quelle fermeté. Quelle supériorité. Et mourir à côté de cela, qu'on a fait toute la vigueur et la fougue de la jeunesse, quand on ne peut se retourner sur son lit d'un pouce sans le secours d'autrui! »
Géricault est enterré à Paris au cimetière du Père-Lachaise (division 12) dans le caveau des Isabey en 1824, puis, après la mort de son père, déplacé dans le tombeau familial avec celui-ci en 1828.
Alexandrine Caruel de Saint-Martin meurt en 1875, dans sa propriété au Chesnay.

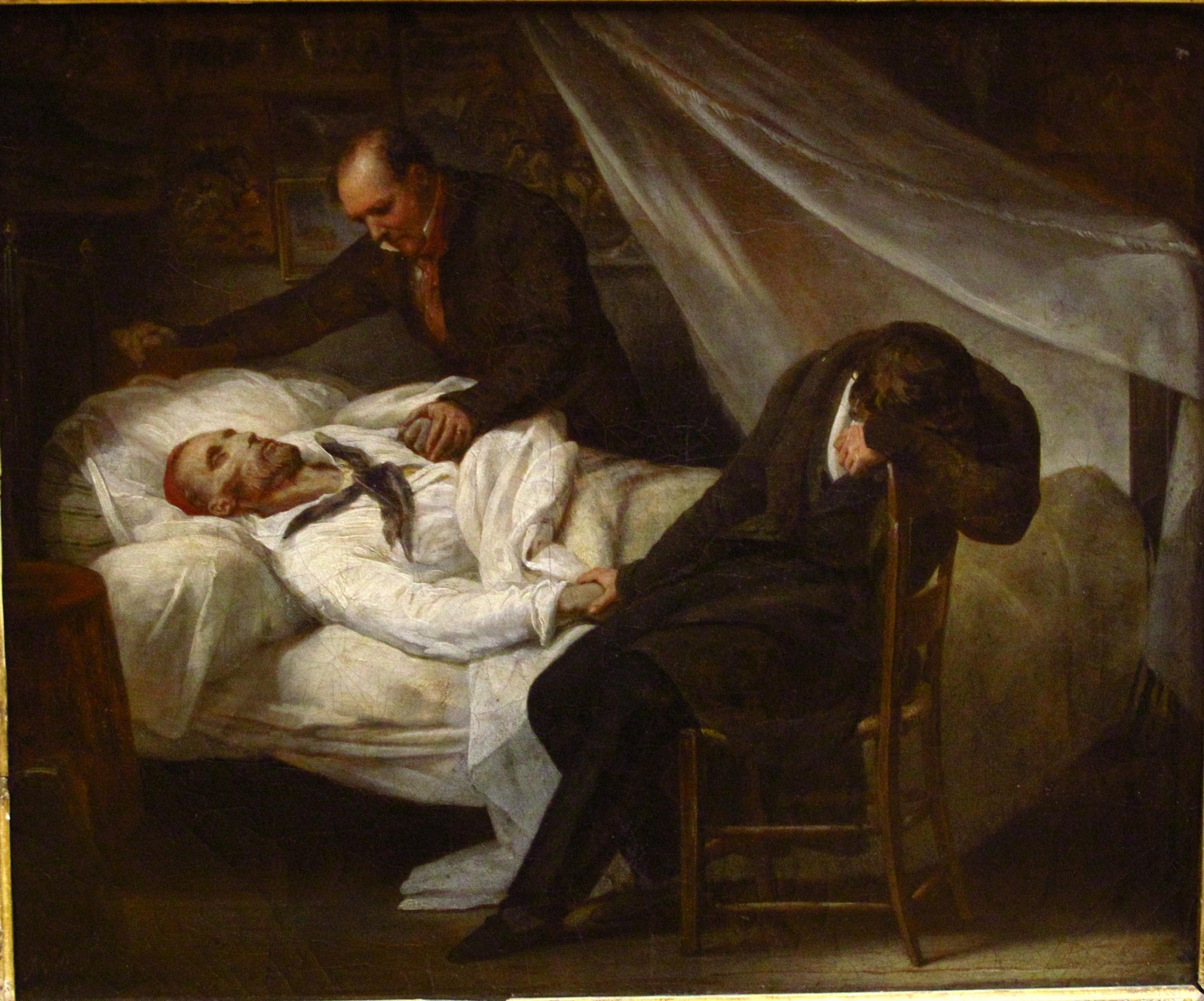
Ary Scheffer, La Mort de Géricault (1824), Paris, musée du Louvre. À son chevet figurent ses amis le colonel Bro de Comères et le peintre Pierre-Joseph Dedreux-Dorcy.
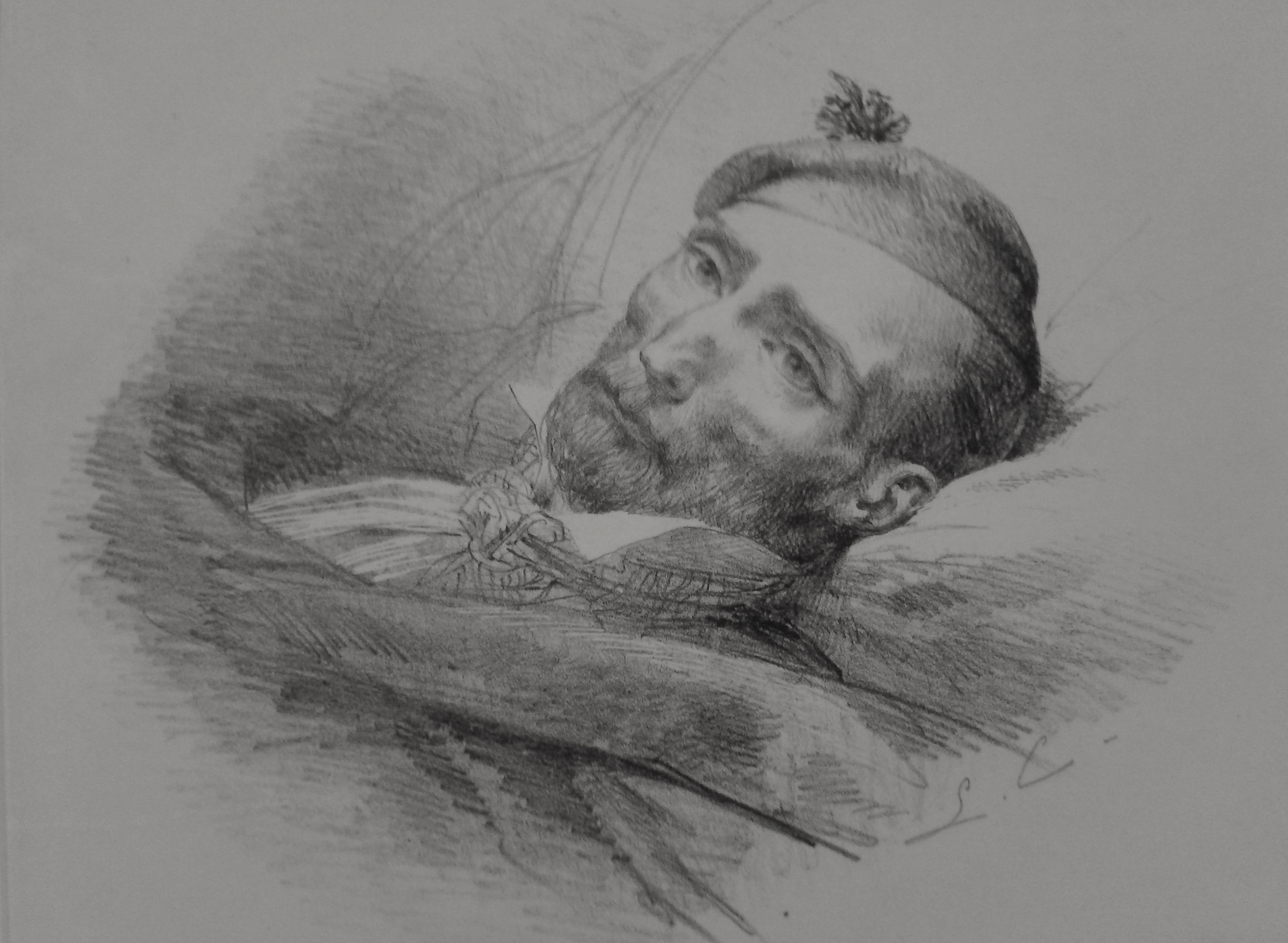
Léon Cogniet, Géricault mourant (1823), lithographie.

### Un mythe romantique

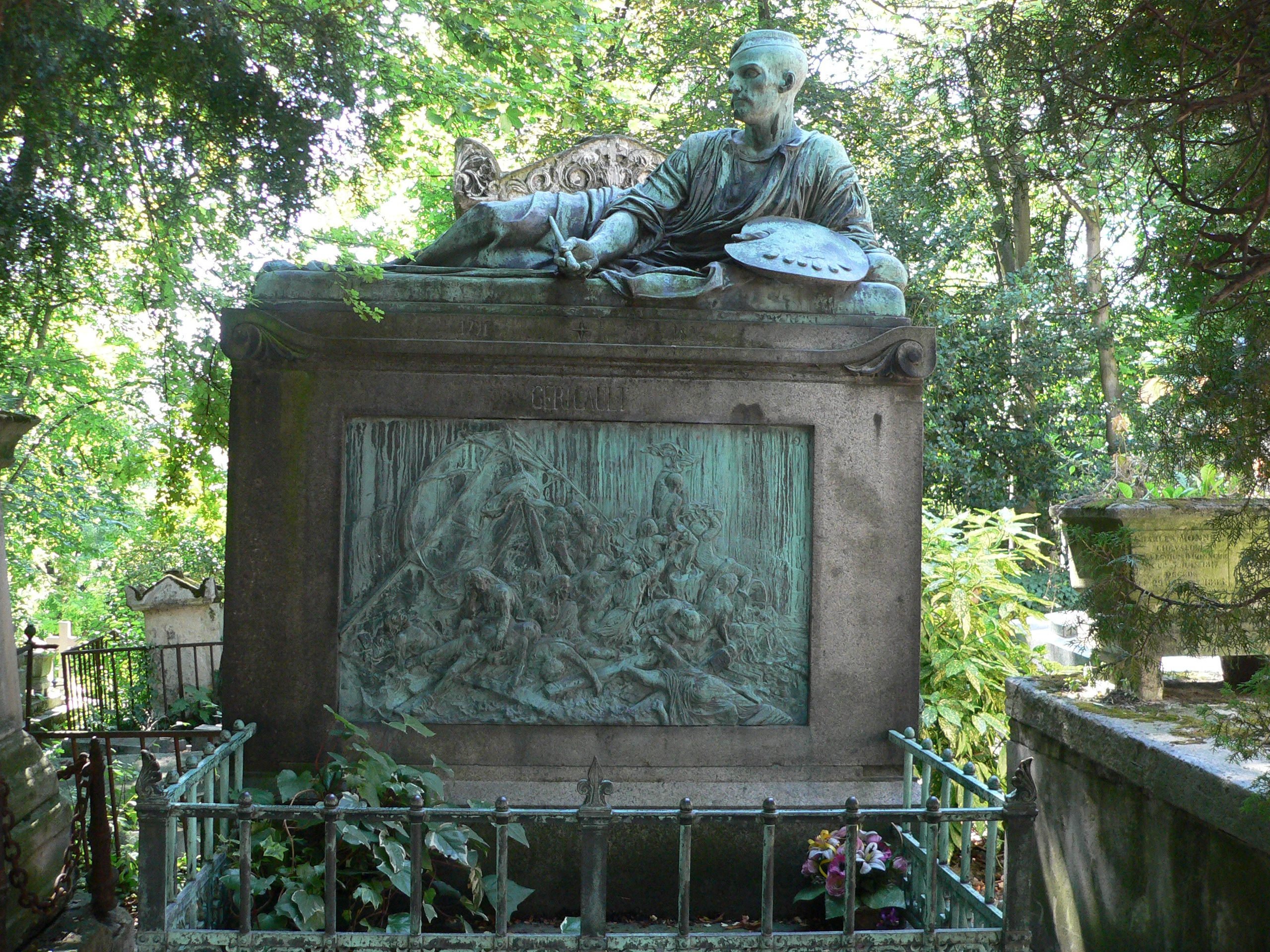
Antoine Étex, Tombeau de Théodore Géricault (1839-1840), Paris, cimetière du Père-Lachaise. Réalisé quinze ans après la mort du peintre et financé par son fils naturel, Georges-Hippolyte Géricault.

La figure plus ou moins extravagante de Géricault —cavalier, héroïque, amant — vu par ses contemporains devient une des figures du romantisme une vingtaine d'années après sa mort. Jules Michelet écrit sa vie dans son Journal 1828-1848 et consacre un long passage au peintre dans son cinquième cours au Collège de France. Il voit dans le peintre un « peintre-magistrat », un juge sévère du Premier Empire qui « dans les mélanges bâtards de la Restauration, conserva ferme et pure la pensée nationale. Il ne subit pas l'invasion, ne donna rien à la réaction ». Géricault est un homme seul, génie pathétique et désespéré, pris dans des amours éphémères et des amitiés légères et envieuses alors que la France fait naufrage. Prosper Mérimée copie les figures de chevaux d'après Géricault, Alexandre Dumas écrit sur lui. Delacroix écrit ses souvenirs de Géricault.

### L'homme-cheval
Son fils Georges-Hippolyte Géricault lui consacre en 1840 une tombe particulière, au cimetière du Père-Lachaise. La tombe est surmontée d'une statue de bronze ainsi que d'un bas-relief représentant Le Radeau de la Méduse, tous deux signés Antoine Étex. Pour ce dernier, Géricault est l'unique artiste, depuis Phidias et l'Antiquité grecque, à avoir su dessiner les chevaux, jusqu'à proposer une étrange psycho-physionomie de l'artiste. Il affirme en effet dans sa sixième leçon de son Cours de dessin : « Deux hommes ont peint le cheval, Gros y a largement touché : mais un seul l'a bien rendu, dans ses mouvements, dans sa fougueuse vie, dans ses mouvements, c'est Géricault […] Géricault, c'est le cheval incarné.[…], il semble que l'âme d'un cheval soit venue se loger dans le corps d'un homme. Tous ses chevaux sont si vivants dans sa peinture, et de vraies races chevalines ! Il y a une chose singulière ; j'ai sculpté Géricault, j'ai étudié son type ; si on regarde sa tête, son masque moulé sur nature après sa mort, on trouve qu'il y a quelque chose qui se rapproche un peu de l'anatomie de la tête du cheval : il n'a pas le nez, les pommettes d'un homme ordinaire. »
À la fin du XXe siècle, la vie de Géricault est lue au travers de la psychanalyse, des interactions des pulsions de mort et de vie, du romantisme comme scandale, de la figure de l'inceste entre Géricault et sa tante Alexandrine en vis-à-vis du Radeau de la Méduse, singulièrement mis en avant par l'écrivain Hervé Guibert, mort du sida.

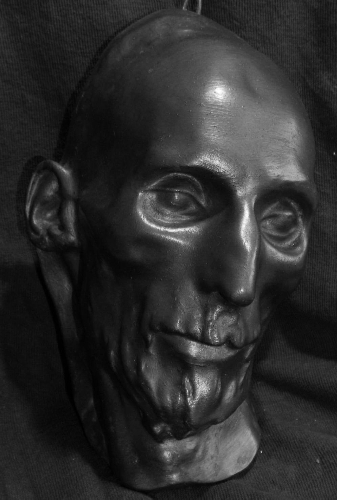
Masque mortuaire de Géricault, localisation inconnue.
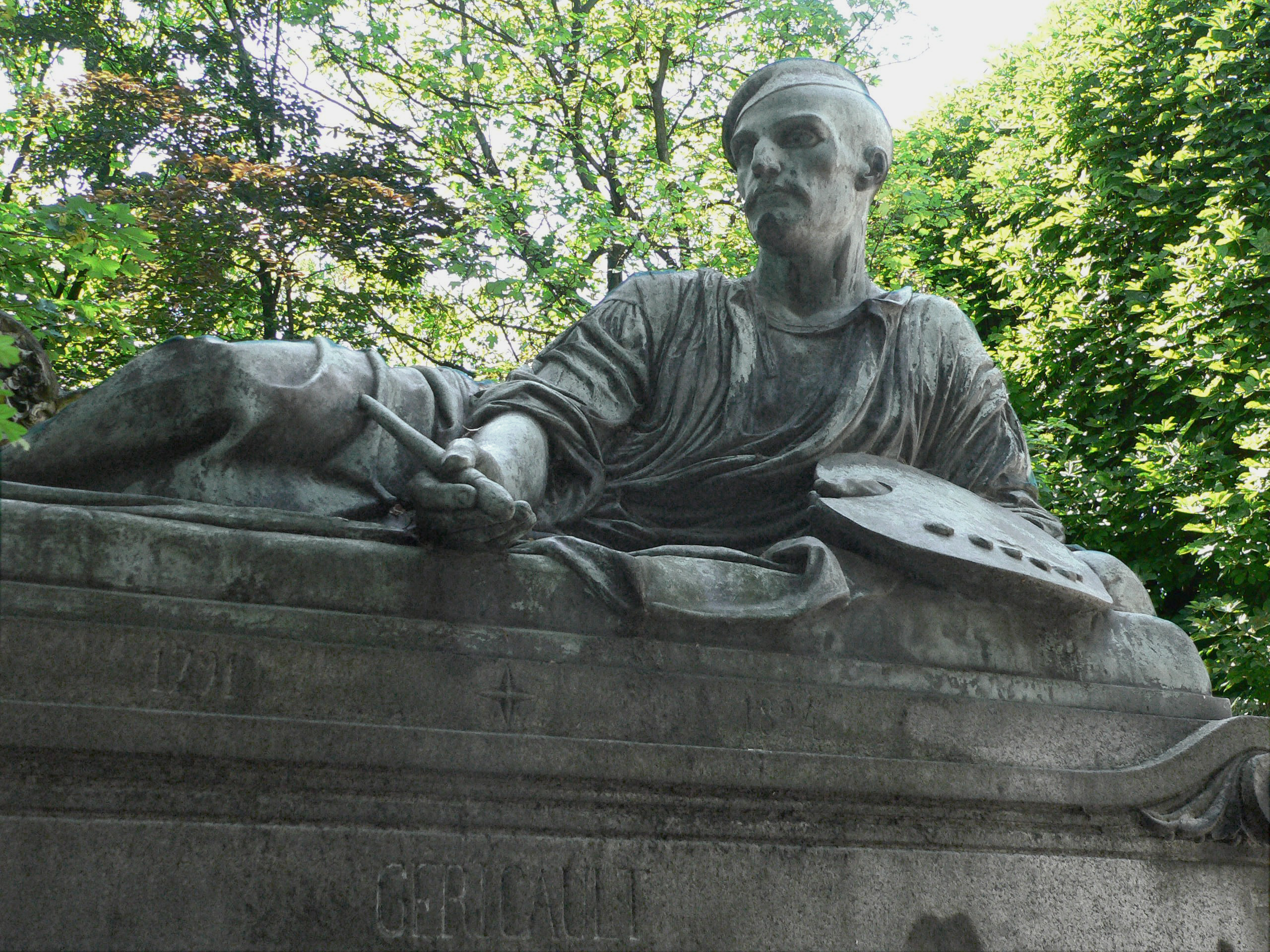
Antoine Étex, Tombeau de Théodore Géricault (1839-1840, détail), Paris, cimetière du Père-Lachaise.
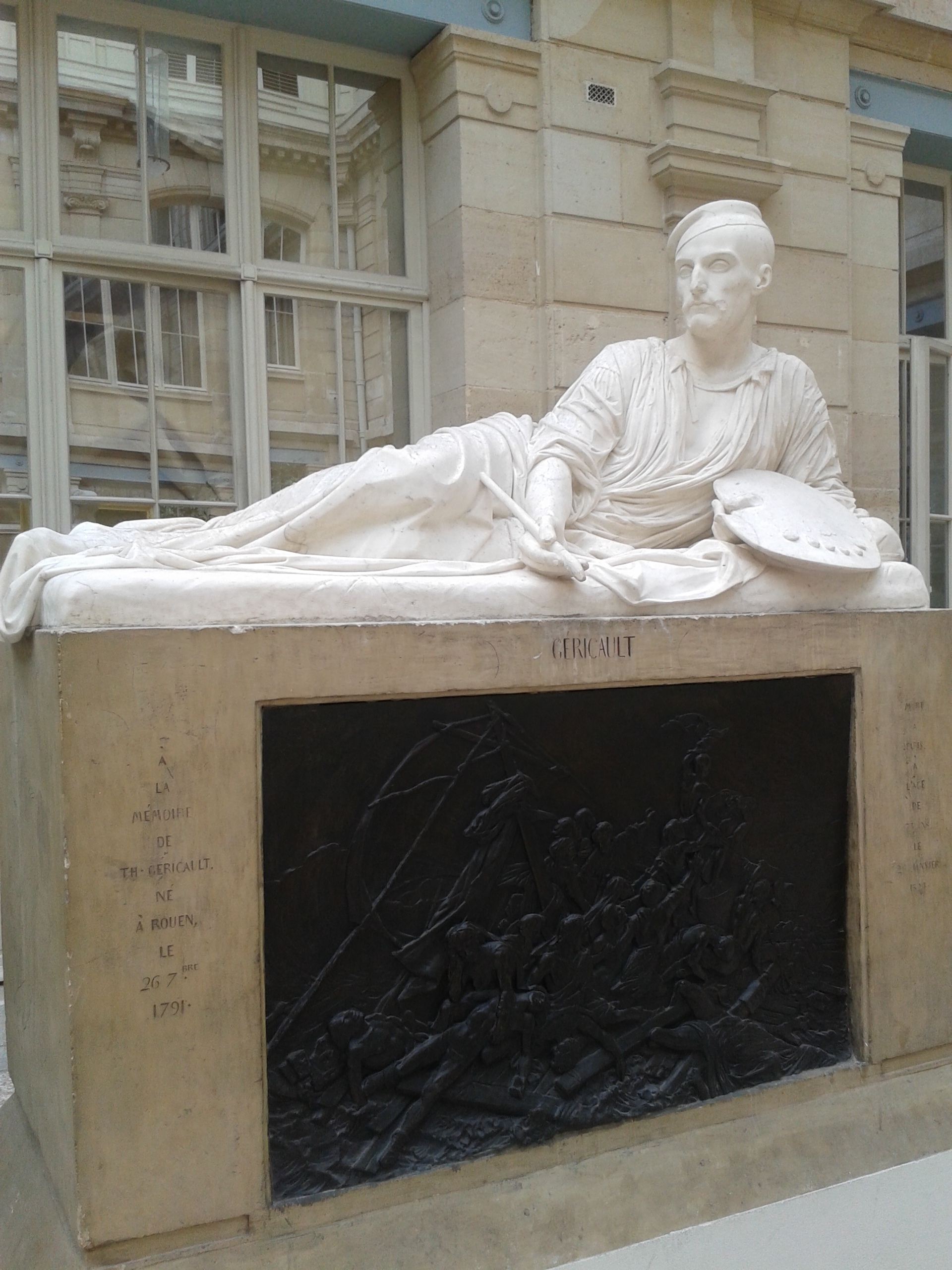
Antoine Étex, Tombeau de Théodore Géricault (1841), musée des Beaux-Arts de Rouen.
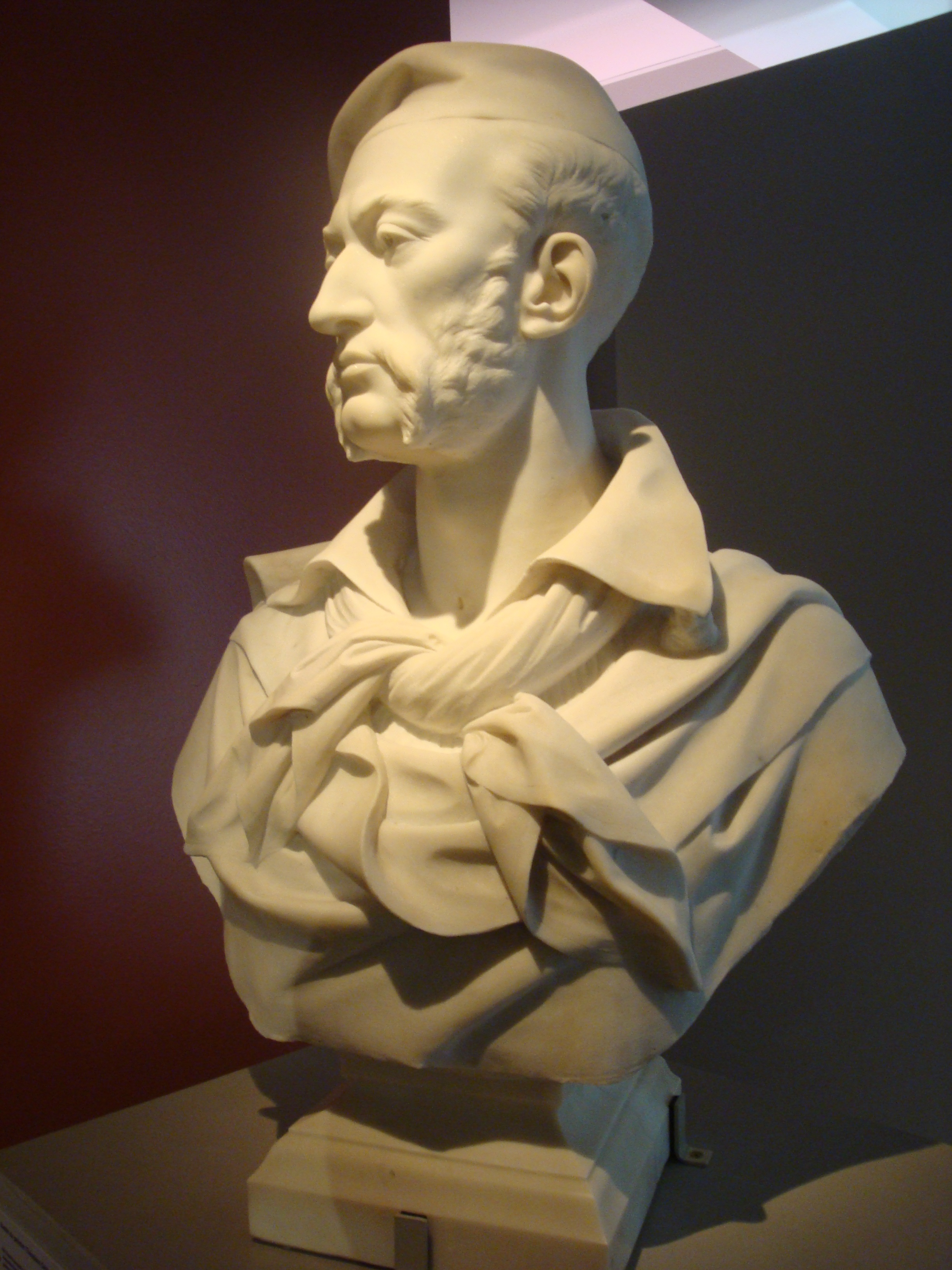
Alexandre Delvaux, Buste de Géricault (1897), marbre, Fécamp, musée des Pêcheries.
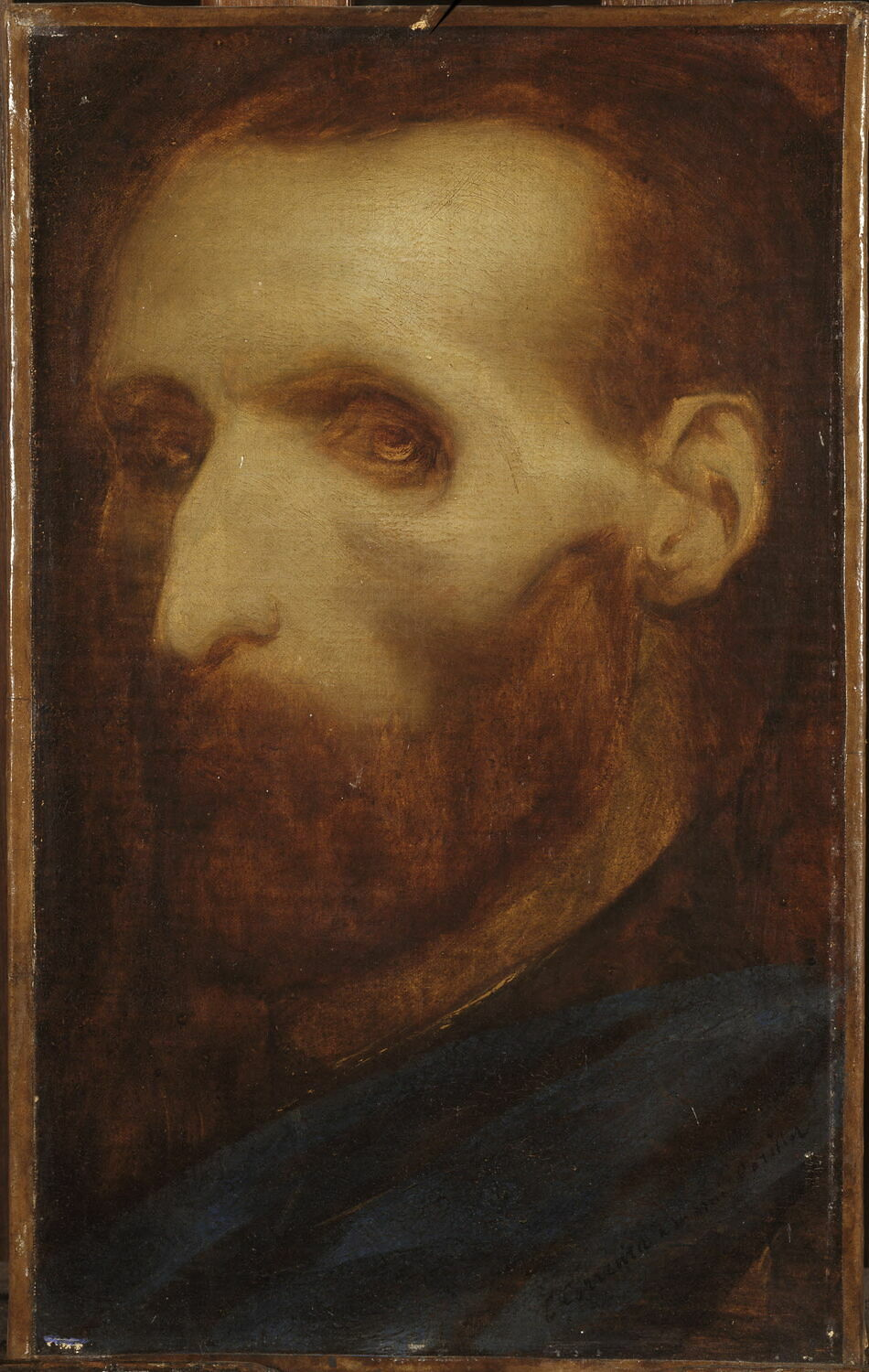
Œuvre attribuée à Alexandre Corréard, Portrait d'homme, dit Géricault moribond (1824), musée du Louvre[47].

## Œuvre

### Peinture
- Cheval effrayé par l'orage, 1813-14, Londres, National Gallery
- Tête de cheval blanc, 1810-1812, Paris, musée du Louvre[48]
- Officier de Chasseur (esquisse pour le tableau Officier de chasseurs à cheval de la garde impériale chargeant), avant 1812, huile sur toile, 43 × 36 cm, musée des Beaux-Arts de Rouen[49]
- Étude pour Officier de chasseurs à cheval de la , garde impériale chargeant , 1812, huile sur papier sur toile, 52,5 × 40 cm, musée du Louvre, Paris[50]
- Officier de chasseurs à cheval de la garde impériale chargeant ou Chasseur de la garde, 1812, huile sur toile, 349 × 266 cm, musée du Louvre, Paris ;
- Académie d'homme, entre 1808 et 1812, huile sur toile, 81 × 65 cm, musée des Beaux-Arts de Rouen[51]
- La Justice et la Vengeance Divine Poursuivant le Crime, vers 1810-1812, huile sur toile, 37 × 45,5 cm, musée du Louvre, Paris[52]
- Cheval gris au ratelier, vers 1810-1812, huile sur papier sur toile, 26 × 34 cm, musée du Louvre, Paris[53]
- Cheval turc dans une écurie, vers 1810-1812, huile sur papier sur toile, 35 × 25 cm, musée du Louvre, Paris[54]
- Portrait équestre de Jérôme Bonaparte, roi de Westphalie (1784-1814), vers 1812-1814, huile sur toile, 48 × 38 cm, musée national Eugène-Delacroix, Paris[55] ;
- Les Trois Crânes, vers 1812-1814, huile sur toile, 31,5 × 60 cm, musée Girodet, Montargis[56] ;
- La Tempête ou l'Épave, entre 1812 et 1816, huile sur toile, 19 × 25 cm, musée du Louvre, Paris[57]
- Tête de bouledogue, entre 1812 et 1816, huile sur toile, 24 × 26,5 cm, musée du Louvre, Paris[58]
- Cheval espagnol dans une écurie, entre 1812 et 1816, huile sur toile, 50 × 61 cm, musée du Louvre, Paris[59]
- Cheval cabré au tapis de selle rouge, entre 1812 et 1816, huile sur toile, 45,5 × 37,5 cm, musée des Beaux-Arts de Rouen[60]
- Cheval gris, entre 1812 et 1816, huile sur toile, 60 × 73,5 cm, musée des Beaux-Arts de Rouen[61]
- Cuirassier blessé, vers 1813, huile sur toile, 46 × 38 cm, musée du Louvre, Paris[62]
- Cuirassier blessé quittant le feu, 1814, huile sur toile, 358 × 294 cm, musée du Louvre, Paris ;
- Un Carabinier, vers 1814, huile sur toile, 101 × 85 cm, musée du Louvre, Paris[63]
- Portrait de carabinier, 1814, huile sur toile, 65,5 × 54,5 cm, musée des Beaux-Arts de Rouen[64]
- Alexandre Colin ou Autoportrait de Colin[65], vers 1815, huile sur papier sur toile, 41 × 32,5 cm, musée du Louvre, Paris[66] ;
- Course de chevaux libres à Rome, vers 1817, huile sur papier sur toile, 45 × 60 cm, musée du Louvre, Paris[67]
- Portrait d'un naufragé, vers 1817-1819, huile sur toile, 46,5 × 37,3 cm, musée des Beaux-Arts et d'Archéologie de Besançon[68]
- Le Radeau de la Méduse (première esquisse), 1818, huile sur toile, 37,5 × 46 cm, musée du Louvre, Paris[69]
- Le Radeau de la Méduse (deuxième esquisse), 1818, huile sur toile, 65 × 83 cm, musée du Louvre, Paris[70]
- Portrait d'homme en buste, dit Le charpentier de la Méduse, vers 1818, huile sur toile, 46,5 × 39 cm, musée des Beaux-Arts de Rouen[71]
- Portrait d'Elise et Alfred Dedreux, vers 1818
- Portrait d'Alfred Dedreux enfant, vers 1818
- Le Radeau de la Méduse, 1818-1819, huile sur toile, 491 × 716 cm, musée du Louvre, Paris ;
- Scène du Déluge, vers 1818-1820, huile sur toile, 97 × 130 cm, musée du Louvre, Paris[72]
- Tête de jeune homme mort, 1819, huile sur toile, 32 × 34,5 cm, musée des Beaux-Arts de Rouen[73]
- Tête de lionne, c1819, huile sur toile, 55 × 65 cm, musée du Louvre, Paris ;
- Portrait d'homme en Oriental, entre 1819 et 1821, huile sur toile, 59,3 × 48 cm, musée des Beaux-Arts et d'Archéologie de Besançon[74]
- La Monomane de l'envie ou La Hyène de la Salpêtrière, 1819-1820, huile sur toile, 72 × 58 cm, musée des Beaux-Arts de Lyon ;
- Deux léopards, 1820, huile sur toile, 59 × 72,5 cm, musée des Beaux-Arts de Rouen[75]
- Pierre-Paul Royer-Collard, vers 1820, huile sur toile, 64 × 53 cm, musée national des châteaux de Versailles et Trianon[76]
- Cheval dans la tempête, 1820-1821 ;
- Garde anglais à cheval, vers 1820-1821, huile et encre de Chine sur calque marouflé sur toile, 25,6 x 30,1 cm, musée des Beaux-Arts d'Orléans[77]
- Le Derby d'Epsom, 1821, huile sur toile, 92 × 123 cm, musée du Louvre, Paris ;
- Course de chevaux à Epsom, vers 1821, huile sur toile, 30 × 42 cm, musée des Beaux-Arts de Caen[78]
- Le Four à plâtre, 1821-1822, huile sur toile, 50 × 61 cm, musée du Louvre, Paris ;
- Portrait de l'artiste, 1822, huile sur toile, 38 × 30 cm, musée des Beaux-Arts de Rouen[79]
- Chevaux au pâturage, 1822, huile sur toile, 54,4 × 65,4 cm, musée des Beaux-Arts de Dijon ;
- Le Monomane du vol, Le Fou aliéné ou Le Cleptomane, 1822, 61,2 × 50,2 cm, musée des Beaux-Arts de Gand ;
- Chevaux de poste à la porte d'une écurie, vers 1822, huile sur toile, 38 × 46 cm, Musée du Louvre, Paris[80] ;
- La Monomane du jeu, 1822-1823, huile sur toile, 77 × 64,5 cm, musée du Louvre, Paris[81] ;
- Le Monomane du commandement militaire, 1822-1823, huile sur toile, 86 × 65 cm, Musée Oskar Reinhart « Am Römerholz », Winterthour ;
- Le monomane du vol d'enfants, 1822-1823, huile sur toile, 64 × 54 cm, musée des beaux-arts de Springfield (Massachussetts).
- Portrait d'Homme ou le Vendéen, 1822-1823, huile sur toile, 81 × 64,5 cm, musée du Louvre, Paris[82]
- Deux chevaux de poste à la porte d'une écurie, huile sur toile, 27,9 × 35,2 cm. musée d'Évreux[83] ;
- Retour de la course, huile sur toile, 63,5 × 80 cm, musée des Beaux-Arts de Rouen[84]
- Étude d'homme nu, musée Bonnat-Helleu, Bayonne ;
- Tête d'étude pour le Radeau de la Méduse, d'après le modèle Gerfant, vers 1815, huile sur toile, musée d'art Roger-Quilliot, Clermont-Ferrand ;
- Esquisse pour un tableau non réalisé montrant le Carnaval de Rome ;
- Le val solitaire, dessin préparatoire, musée Magnin, Dijon ;
- Homme nu renversé sur le sol, dessin préparatoire, musée Magnin, Dijon.
- Cheval de trait à l'entrée d'une écurie, huile sur toile, 34 x 44,5 cm, musée des Beaux-Arts d'Orléans[85]
- Portrait de Suzanne, huile sur toile, 46 x 38 cm, musée des Beaux-Arts de Béziers.
- Étude de cheval gris, huile sur toile, 46,5 x 38, musée des Beaux-Arts de Béziers.

### Sculpture
- Cheval écorché.
- Cheval arrêté par un homme.
- Nymphe et Satyre.
- Bœuf terrassé par un tigre.
- Nègre brutalisant une femme.
- Statue équestre de l’empereur Alexandre.
- Lion au repos.
- Cavalier Antique.
- Écorché.

Nymphe et satyre (vers 1817-1820), Buffalo, galerie d'art Albright-Knox.
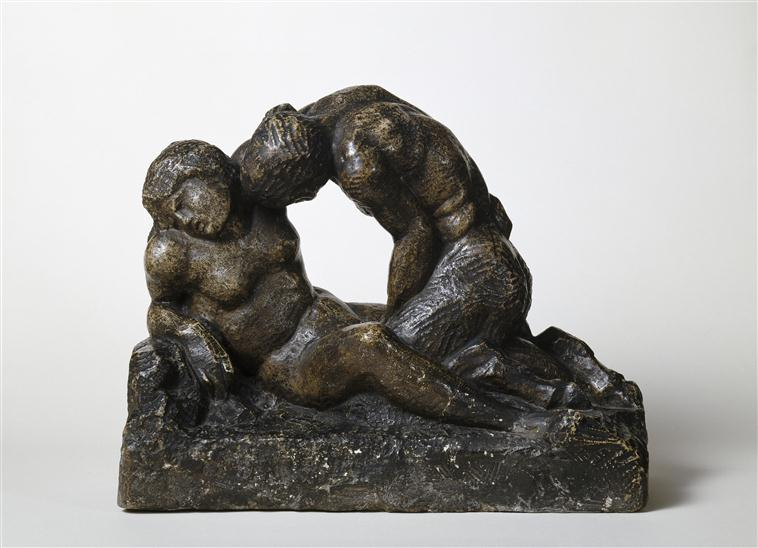
Nymphe attaquée par un satyre dite aussi Satyre et Bacchante ou Jupiter et Antiope, musée des Beaux-Arts de Rouen.
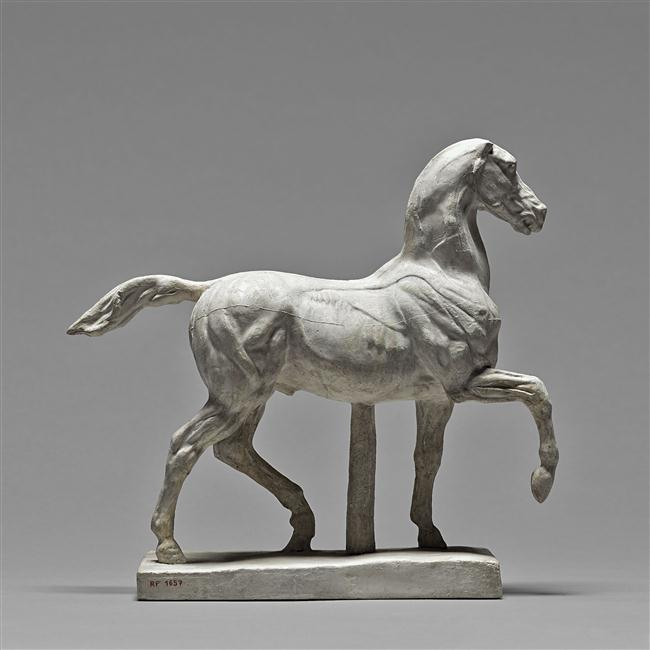
Cheval écorché, Paris, musée du Louvre.

### Estampe
- Nemours, Château-Musée de Nemours : Hangar de maréchal-ferrant, 1823, lithographie, 40,5 × 28,5 cm[86].

### Dessin
- La Traite des Noirs, dit aussi Traite des Noirs, sur un marché d'esclaves sur la côte du Sénégal, sanguine, pierre noire et mine de plomb sur papier beige, 30,7 × 43,6 cm[87]. Paris, Beaux-Arts de Paris[88]. Il s'agit d'une étude préparatoire ambitieuse pour un projet que Géricault a sans doute conçu entre 1820 et 1823. Elle était destinée à devenir un pendant monumental au Radeau de la Méduse. Le thème de la traite des Noirs est particulièrement original et jamais représenté à l'époque. Artiste engagé, Géricault voulait offrir au regard de ses contemporains des corps de femmes et d'hommes noirs, meurtris et violentés, afin de dénoncer cette traite et susciter l'empathie du spectateur. Mort prématurèment, il ne put mener à bien ce projet.
- Vue de Montmartre et études de lions, deux feuilles raboutées, pierre noire, lavis brun, aquarelle pour le paysage, plume, encre brune pour l'étude de lions, 26,7 × 21,5 cm[89]. Paris, Beaux-Arts de Paris[90]. Géricault rompt avec le paysage classique pour privilégier une approche expressive de la nature qu'il développe dans ses peintures à la même époque.
- Mamelouk pleurant son cheval mort, mine de plomb, 34 × 24,5 cm[91]. Paris, Beaux-Arts de Paris[92] pp. 69-71. Ce dessin s'inspire d'un poème de Charles Hubert Millevoye, L'Arabe au tombeau de son coursier, illustrant le désespoir d'un mamelouk à la mort de son cheval en plein désert. Géricault recourt à ce poème pour dénoncer les souffrances et les épreuves dramatiques que subissent alors les opprimés abandonnés au despotisme.
- Mamelouk au bord de la mer, mine de plomb, plume, encre brune et lavis brun, 11,6 × 16,7 cm[93]. Paris, Beaux-Arts de Paris[94] pp. 43-45. Le Mamelouk fascine les artistes au début du XIXe siècle. Il incarne à leurs yeux les idéaux de liberté et d'égalité. Géricault reprend le motif du cavalier oriental qui semble ne faire qu'un avec sa monture. Il s'avance dans la mer, à la rencontre d'un hypothéthique ennemi, à peine visible à gauche sur la feuille.
- Le Prince vice-roi à l'armée de Russie délivrant un de ses aides de camp polonais surpris par des Cosaques dit Combat de cavalerie, graphite, plume et encre brune, lavis brun, rehauts de blanc, 11,4 × 14 cm[95]. Paris, Beaux-Arts de Paris[96]. Ce dessin est sans doute préparatoire à un tableau commandé pour illustrer un épisode de l'épopée napoléonienne : il met en scène le prince Eugène sauvant un officier d'une attaque de Cosaques. Géricault représente la tension des corps et l'énergie des gestes dans cette scène militaire. Quelques années plus tard, il dénoncera les horreurs de la guerre dans une série de lithographies représentant la douleur et l'infirmité des soldats.
- Feuille d'études : deux chevaux, études de tête et de sabot de cheval, mine de plomb, 10,7 × 15,4 cm[97]. Paris, Beaux-Arts de Paris[98]. Plutôt qu'une étude morphologique ou anatomique, cette feuille témoigne des recherches de Géricault pour saisir le cheval en mouvement dans toute sa vitalité. On retrouve une énergie similaire dans son Cheval cabré de la même époque.
- Préparatifs d'une exécution capitale en Italie, mine de plomb, plume et encre noire, 18,8 × 26,3 cm[99]. Paris, Beaux-Arts de Paris[100]. Lors de son voyage en Italie, Géricault est témoin de l'exécution d'un condamné à mort piazza del Popolo à Rome. Il exécute plusieurs feuilles en lien avec cet événement, évitant le genre pittoresque pour donner à la scène une gravité antique.
- Une exécution à mort à Rome, mine de plomb, plume et encre noire, 18,8 × 26,3 cm[101]. Paris, Beaux-Arts de Paris[102]. Calque réalisé d'après un dessin de Géricault, il représente un condamné, les yeux bandés grimpant les marches qui le mènent à l'échafaud. Les personnages sont vus pour la plupart de profil rappelant les sacrifices antiques représentés sur les bas-reliefs romains.
- Mameluk à cheval, pierre noire et craie sur papier chamois, 21 × 18,7 cm[103]. Paris, Beaux-Arts de Paris[104]. Réalisé dans les premières années de la carrière de Géricault, ce Mameluk se distingue par la vigueur dynamique du cheval cabré et de son cavalier qui semble avoir pour seuls vêtements une cape flottante au vent et un turban.
- Turc endormi, mine de plomb, 21,3 × 17,7 cm[105]. Paris, Beaux-Arts de Paris[106]. Ce dessin pourrait avoir été une première pensée pour la réalisation de la peinture Oriental assis sur un rocher.
- Œnone refusant de secourir Pâris blessé au siège de Troie, 1816, plume et encre ferrogallique, lavis brun, sur traits de crayon graphite sur papier vergé collé sur carte, 16 x 21,6 cm, musée des Beaux-Arts d’Orléans[107].
- Le Cortège de Silène, vers 1817, crayon conté, lavis d’encre brune et rehauts de gouache blanche sur papier bistre, 21,6 x 28,5 cm, musée des Beaux-Arts d’Orléans[108].
- Palefrenier guidant un cheval, 1817, crayon noir sur papier vélin, 21,8 x 28,4 cm, musée des Beaux-Arts d’Orléans[109].
- La Course de chevaux barbes : la Mossa, 1817, crayon noir sur papier vélin, 22,4 x 29,5 cm, musée des Beaux-Arts d’Orléans[110].
- Bouchers romains,1817, plume et encre ferro-gallique sur papier vélin, 19,2 x 26,6 cm, musée des Beaux-Arts d’Orléans[111].
- Quatre études d’une femme allongée les yeux clos, 1818-1819, plume, pinceau et encre ferro-gallique sur papier vélin, 22,6 x 30,2 cm, musée des Beaux-Arts d’Orléans[112].

## Références en littérature

Œuvres de Théodore Géricault
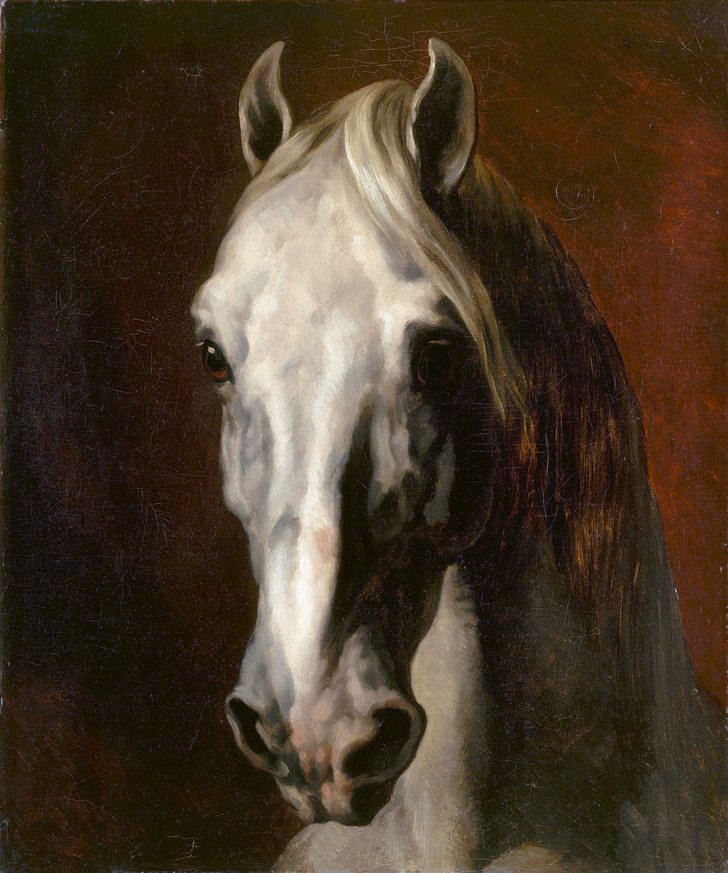
Tête de cheval blanc (1815), Paris, musée du Louvre.
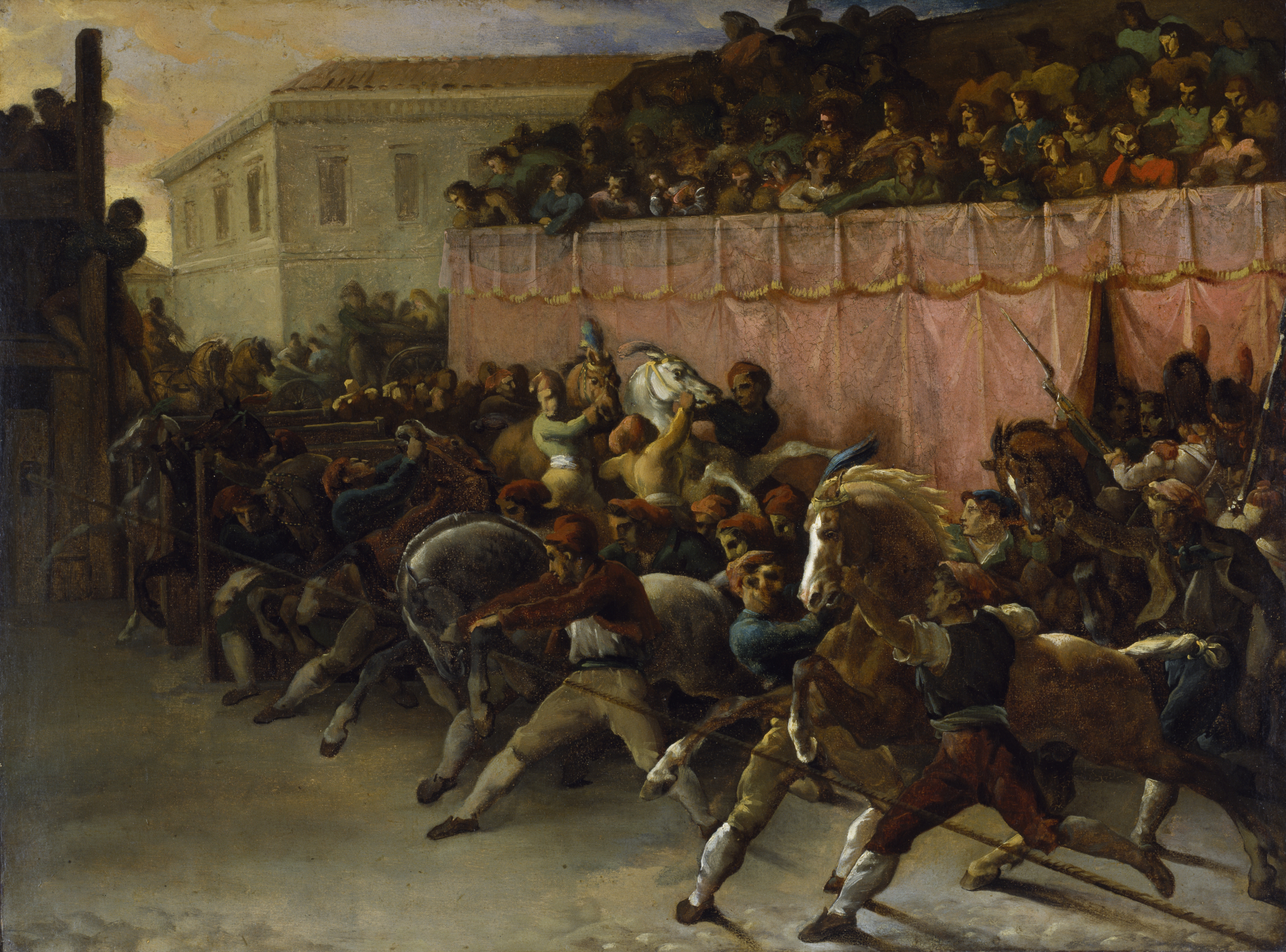
Carnaval de Rome (1817), Baltimore, Walters Art Museum.
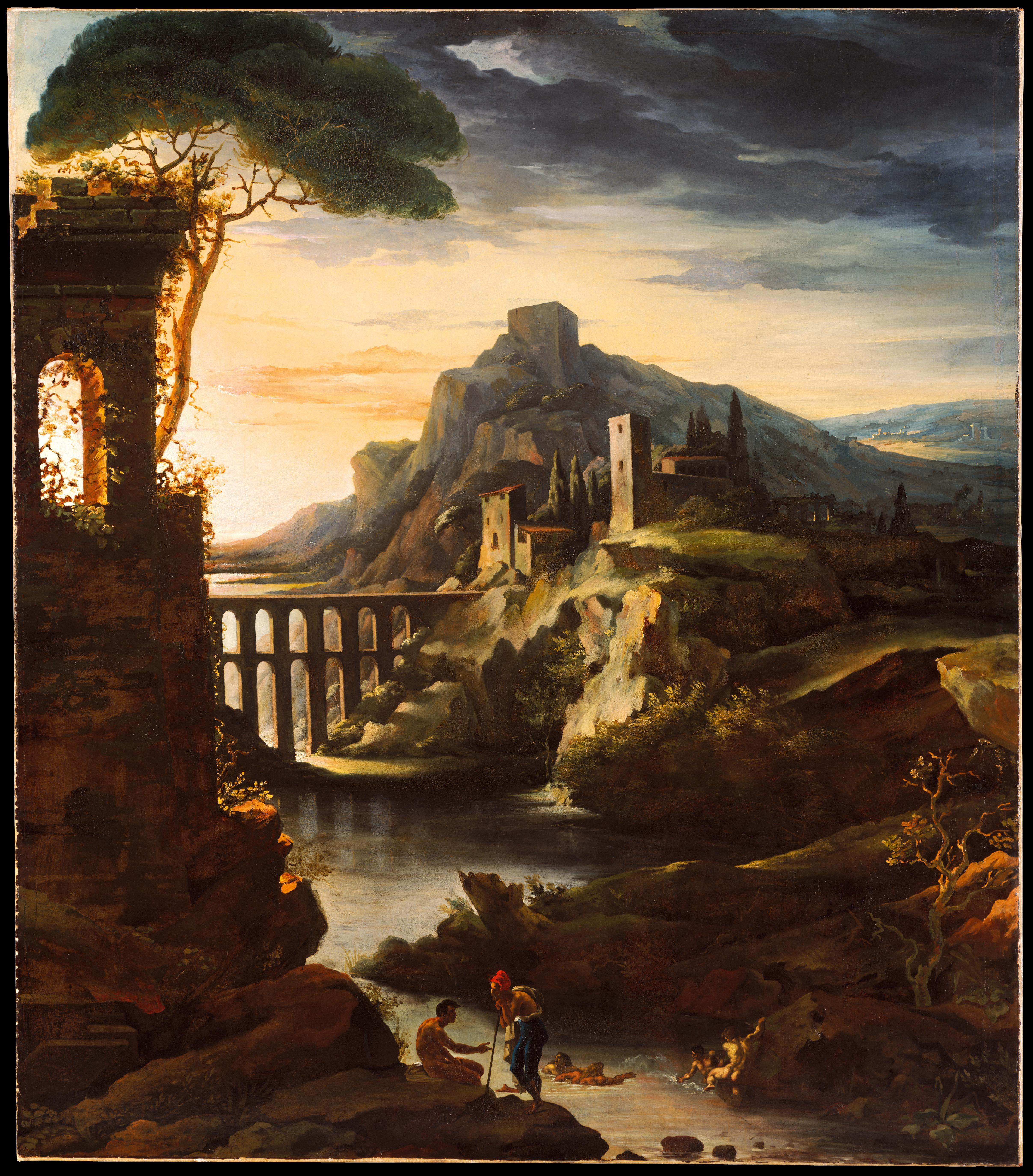
Le Soir, paysage avec un aqueduc (1818), New York, Metropolitan Museum of Art.
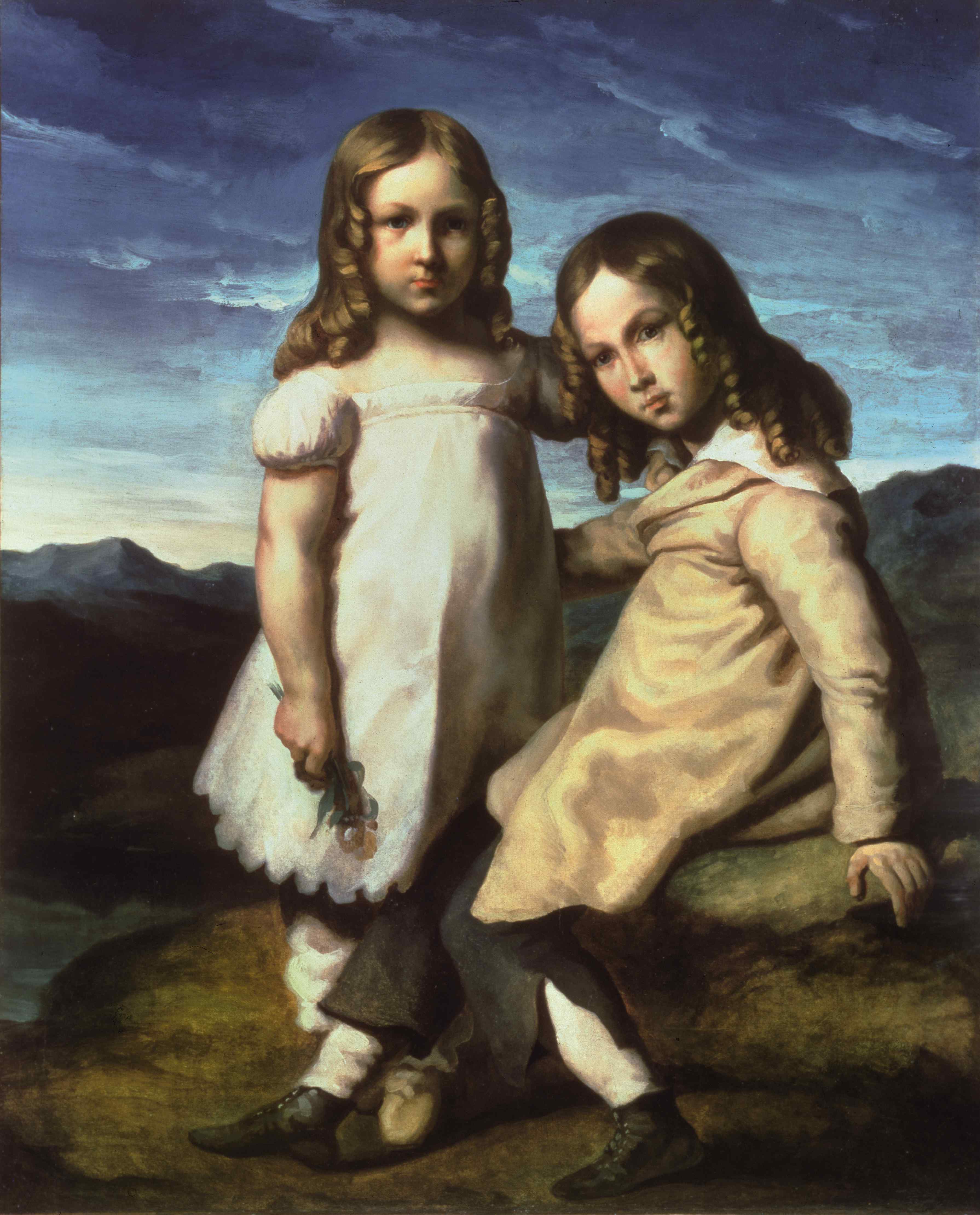
Portrait d'Élise et Alfred de Dreux (vers 1818), localisation inconnue.
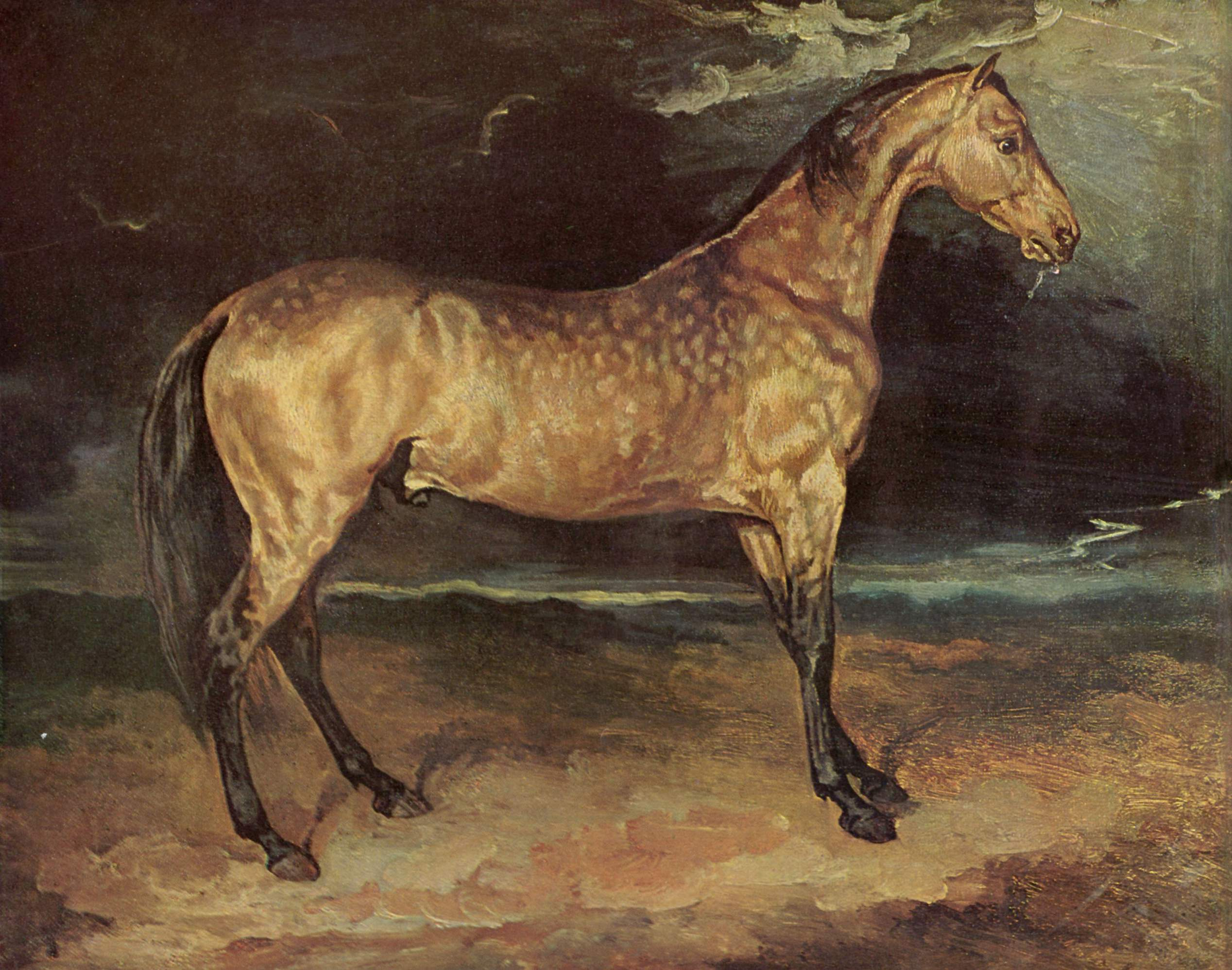
Cheval effrayé par l'orage (1820-1821), Londres, National Gallery.
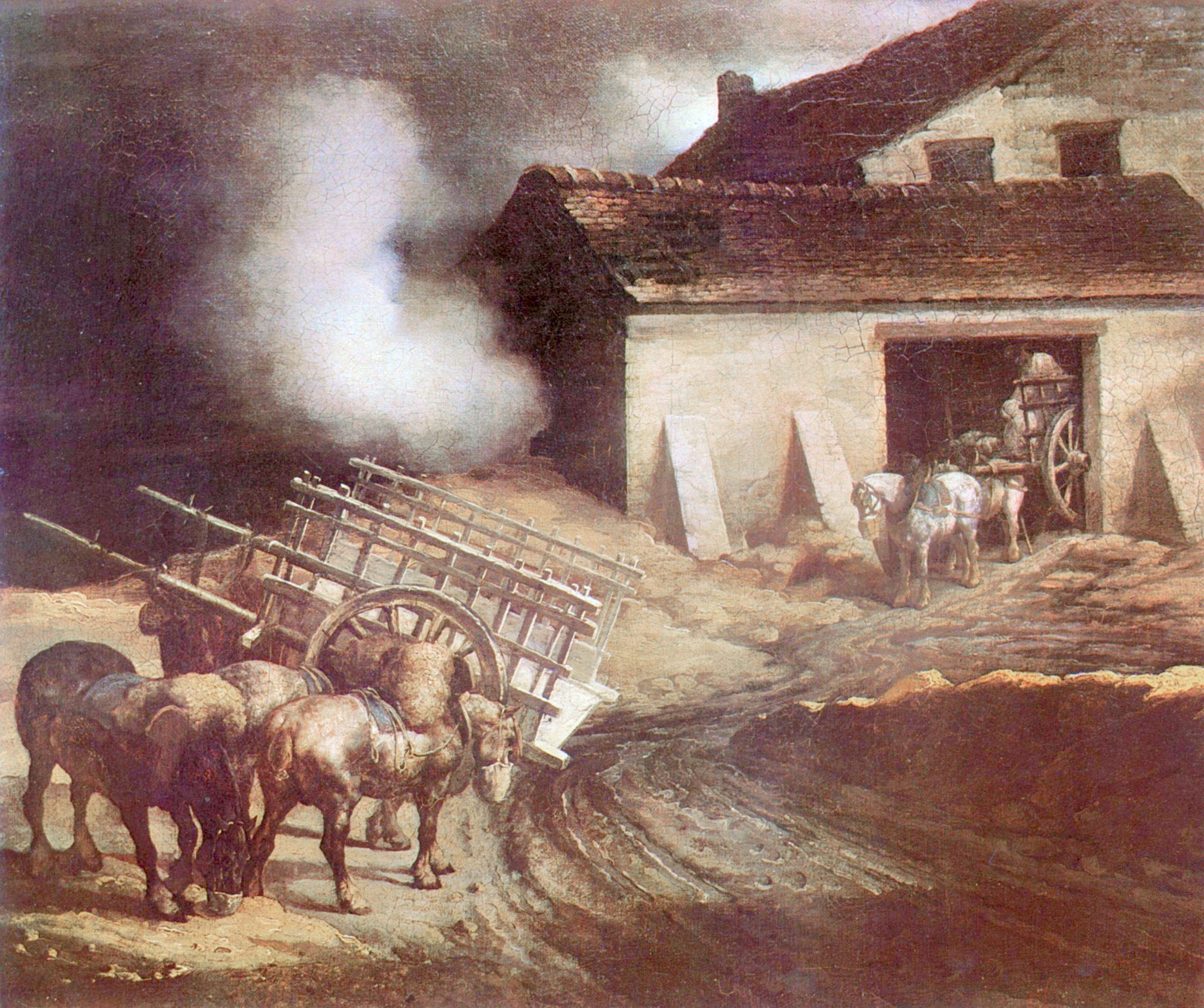
Le Four à plâtre (1821-1822), huile sur toile,, Paris, musée du Louvre.
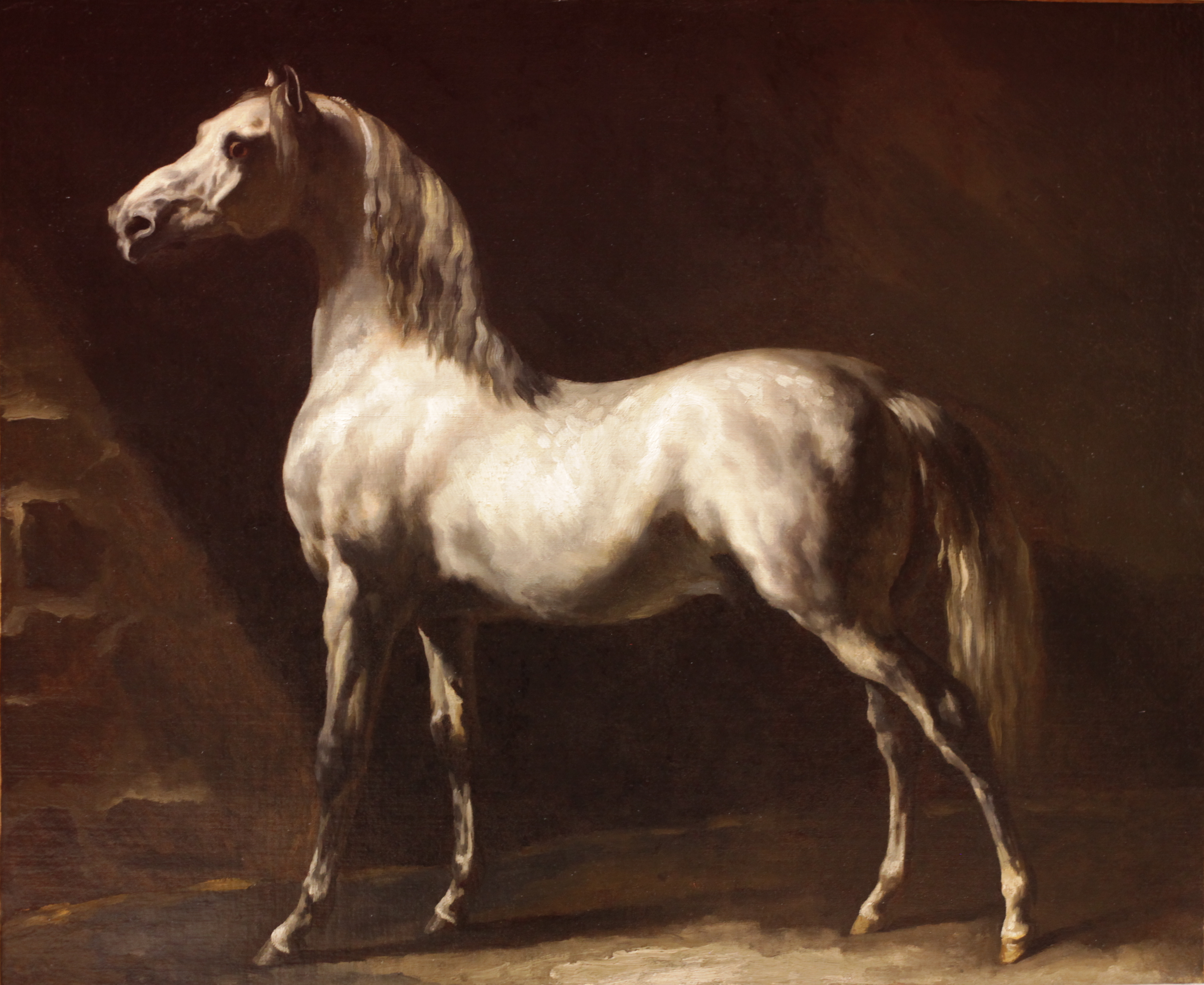
Cheval arabe gris, musée des Beaux-Arts de Rouen.
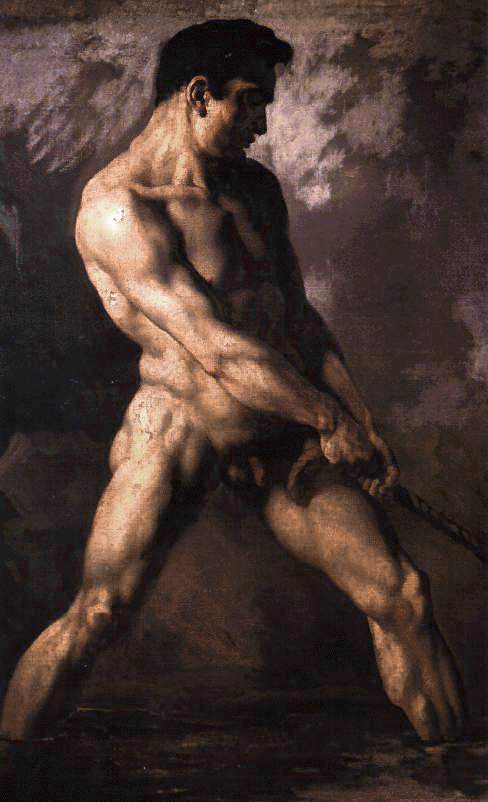
Étude d'homme nu, Bayonne, musée Bonnat-Helleu.